# All Elite Wrestling
All Elite Wrestling (AEW) ist eine US-amerikanische Wrestling-Promotion. Sie ist nach dem weltweiten Marktführer World Wrestling Entertainment (WWE) der zweitgrößte Wrestling-Verband in den Vereinigten Staaten. Das Unternehmen mit Sitz in Jacksonville in Florida wurde 2019 von Tony Khan gegründet. Durch die Finanzkraft der Familie Khan gilt AEW als erste Promotion in den Vereinigten Staaten, die das Teilmonopol der WWE in Frage stellt, seit diese im Jahr 2001 den Konkurrenten WCW übernahm. Mit der Verpflichtung bekannter Stars wie Chris Jericho, Cody Rhodes oder Kenny Omega, die teilweise auch im Aufbau der Promotion beteiligt waren, generierte AEW schnell Zuschauerinteresse. Der erste AEW Pay-Per-View fand am 25. Mai 2019 statt, die wöchentliche TV-Show AEW Dynamite startete im Oktober 2019. Im März 2022 übernahm Khan zudem die Independent Promotion Ring Of Honor.

## Geschichte

### Vorgeschichte: All In

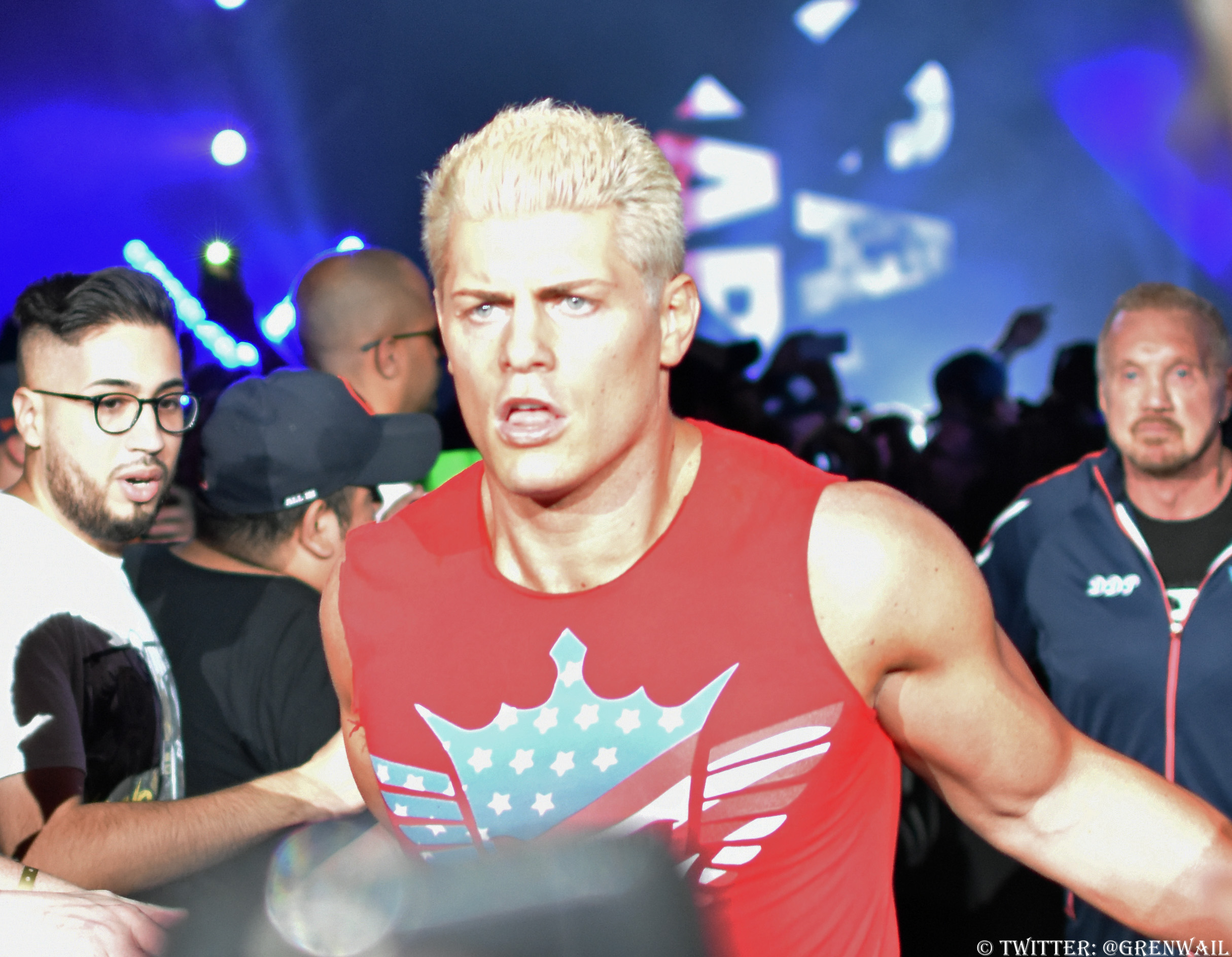
Cody Rhodes bei All In 2018

Der Wrestling-Journalist Dave Meltzer antwortete im Mai 2017 via Twitter auf die Frage, ob die Independent-Promotion Ring of Honor in der Lage sei, über 10.000 Tickets zu einer Veranstaltung zu verkaufen: „Not anytime soon“ (deutsch: „Nicht in naher Zukunft“). Durch diese Aussage herausgefordert, planten die damaligen Ring-of-Honor-Wrestler Cody Rhodes sowie The Young Bucks (Matthew und Nicholas Massie, bekannt als Nick und Matt Jackson) ihren eigenen Wrestling-Event. Gemeinsam mit Kenny Omega bildeten Rhodes und The Young Bucks damals das Stable The Elite, was sich später in der Benennung von AEW niederschlug. Der Event fand am 1. September 2018 in Hoffman Estates im Nordosten von Chicago, Illinois unter dem Titel All In statt. Die mit Top-Stars aus verschiedenen internationalen Independent-Promotionen versehene Veranstaltung wurde im Vorfeld unter dem Slogan „The Biggest Independent Wrestling Show Ever“ (deutsch: „Die größte Independent-Wrestling-Show aller Zeiten“) beworben und war innerhalb von 30 Minuten ausverkauft. All In war mit 11.263 Zuschauern der erste nicht von WWE oder WCW veranstaltete Wrestling-Event in den Vereinigten Staaten seit 1993, für den über 10.000 Eintrittskarten verkauft wurden. The Elite konnte damit ihre „Wette“ gegen Dave Meltzer gewinnen. Unter anderem kam es bei der Veranstaltung zu Matches um die NWA World Heavyweight Championship zwischen Titelträger Nick Aldis und Cody Rhodes sowie um die ROH World Championship von Jay Lethal gegen Flip Gordon. Weiters traten Stars wie Kenny Omega, Rey Mysterio, sowie Pentagón Jr. und Fénix  (The Lucha Brothers) auf.

### All Elite Wrestling

#### Anfänge (2019–2021)

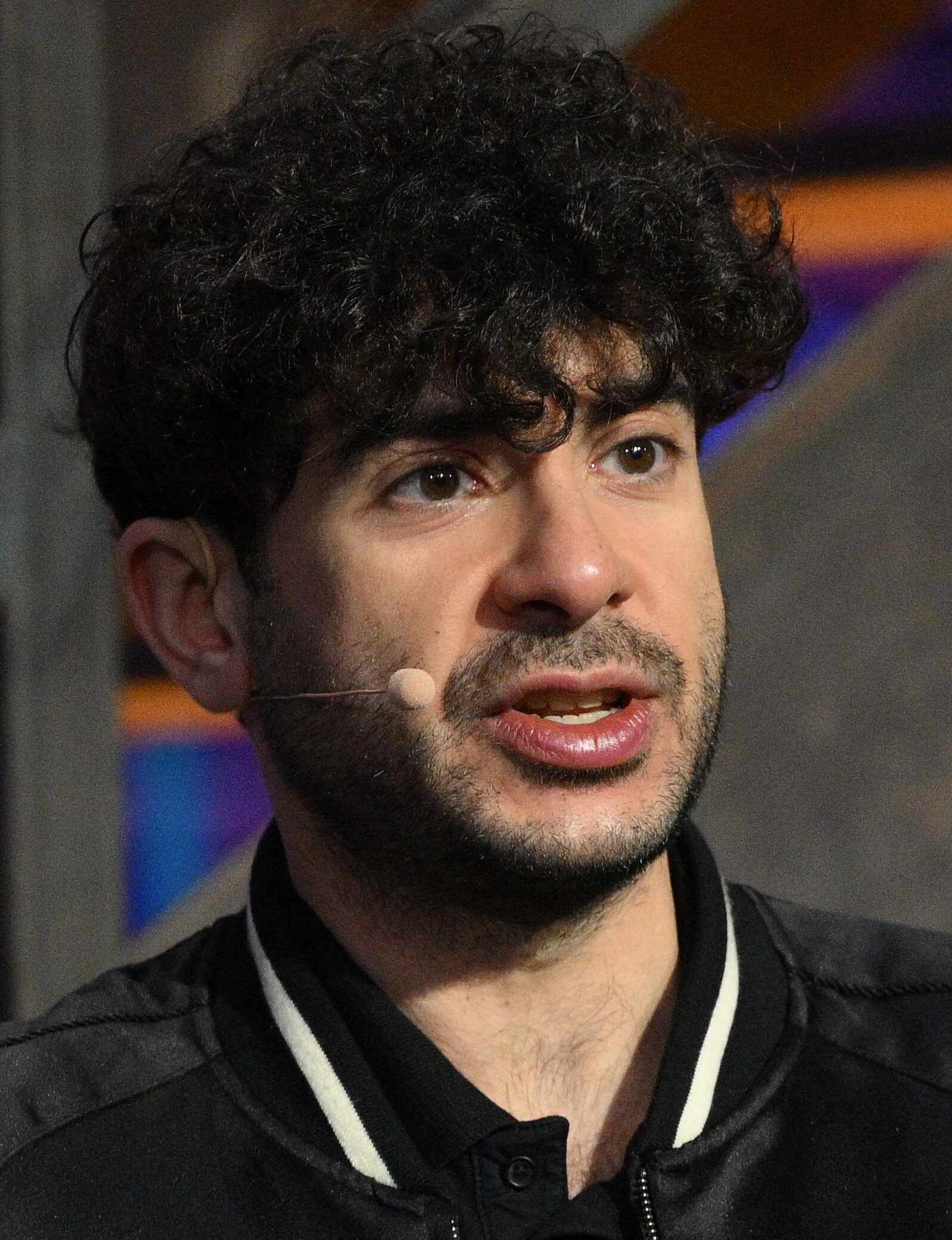
Präsident von AEW: Tony Khan (2022)

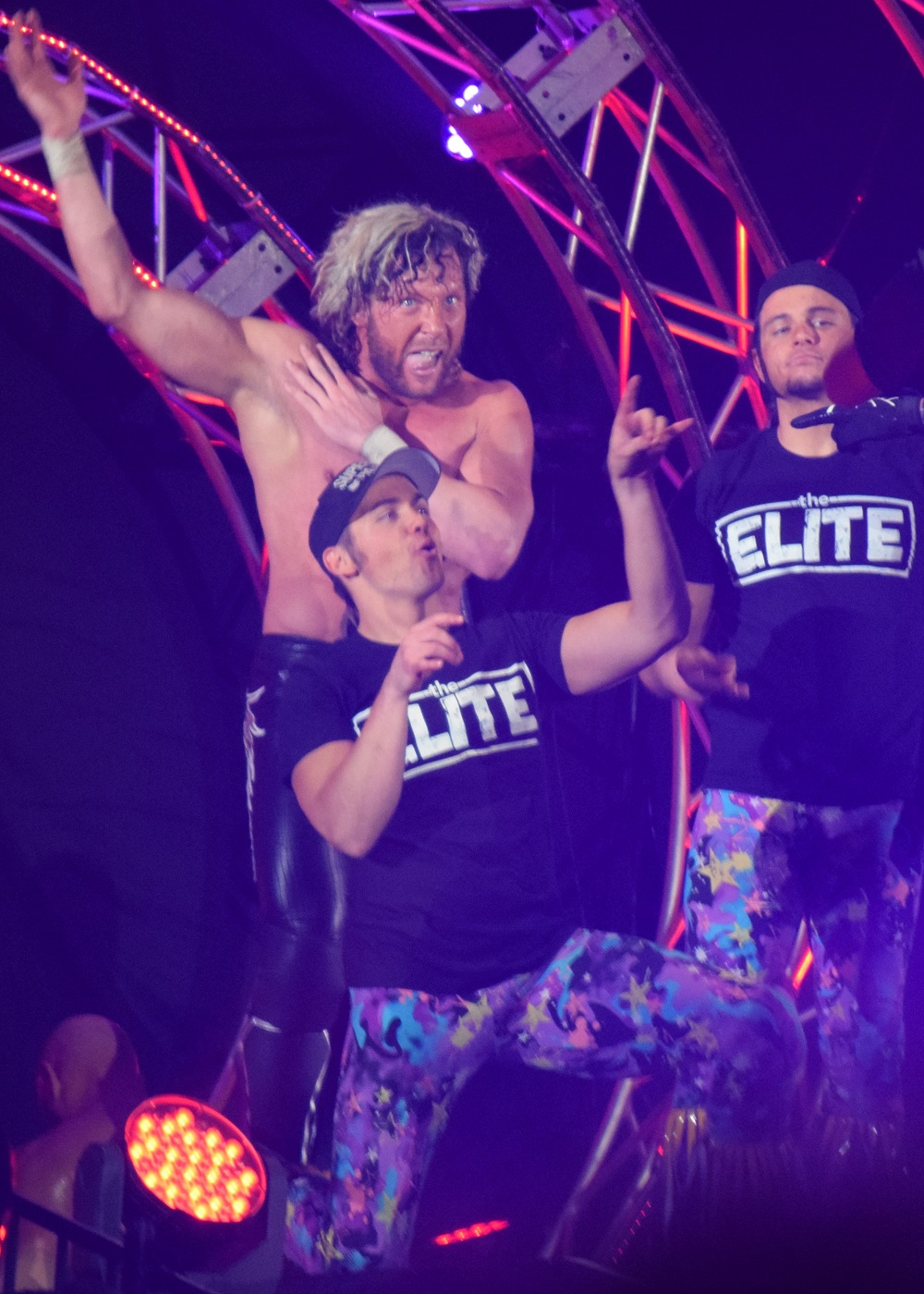
The Young Bucks und Kenny Omega als The Elite

Nach dem Erfolg von All In wurde am 1. Januar 2019 im Rahmen einer Ausgabe der von den Young Bucks produzierten YouTube-Show Being The Elite die Gründung einer auf All In aufbauenden Promotion unter dem Namen All Elite Wrestling bekannt gegeben. Zugleich wurde die Austragung des ersten Pay-per-Views Double or Nothing für Frühjahr 2019 angekündigt. Finanziell unterstützt wird AEW von dem US-amerikanischen Geschäftsmann Tony Khan, der auch die Position des Chief Executive Officers übernahm sowie seinem Vater, dem Milliardär Shahid Khan. Am 8. Januar 2019 gaben Cody Rhodes, dessen Ehefrau Brandi Rhodes sowie The Young Bucks eine erste Pressekonferenz, bei der sich mit Chris Jericho ein weiterer bekannter Wrestler AEW anschloss. Neben der Zusammenarbeit mit Oriental Wrestling Entertainment wurde verkündet, dass Double or Nothing am 25. Mai 2019 in der MGM Grand Garden Arena in Las Vegas stattfinden werde. Cody Rhodes sowie The Young Bucks übernahmen Positionen in der AEW-Unternehmensführung als Executive Vice Presidents. Brandi Rhodes wurde als Chief Brand Officer bestätigt. Am 7. Februar 2019 wurde Kenny Omega als vierter Executive Vice President vorgestellt. Omega war ehemaliger IWGP Heavyweight Champion bei New Japan Pro-Wrestling und galt zu dem Zeitpunkt als einer der besten Wrestler weltweit. Dazu wurde eine Partnerschaft mit der mexikanischen Promotion Lucha Libre AAA Worldwide bekanntgegeben.
Der Main Event von Double or Nothing war ein Singles-Match, das Chris Jericho gegen Kenny Omega gewann. Im Anschluss an das Match feierte der ehemalige WWE World Champion Jon Moxley sein Debüt, der in der WWE als Dean Ambrose angetreten war. Die Veranstaltung generierte die höchste Buyrate eines Pay-per-Views im Wrestling, der nicht von WWE oder WCW ausgetragen wurde. Bei All Out am 31. August 2019 wurde der erste Träger der AEW World Championship in einem Match zwischen Chris Jericho und Adam Page ermittelt, welches Jericho gewann. Daneben wurde von Beginn an eine Damen- sowie eine Tag-Team-Division eingeführt.
Am 2. Oktober 2019 wurde die erste Ausgabe von AEW Dynamite auf dem Sender TNT ausgestrahlt, der von da an wichtigsten wöchentlichen TV-Show von AEW. Bei der Pilotfolge wurde die erste Titelträgerin der AEW Women’s World Championship ermittelt. Riho gewann den Titel gegen Nyla Rose. Die AEW World Tag Team Championship wurde mit einem Turnier eingeführt, dessen Finale SoCal Uncensored (Frankie Kazarian und Scorpio Sky) in der Dynamite-Ausgabe vom 30. Oktober 2019 gegen The Lucha Brothers (Rey Fenix und Pentagon Jr.) gewinnen durften. Die Einführung eines Sekundär-Titels in der Herren-Division folgte im Frühjahr 2020 mit der AEW TNT Championship. Erster Titelträger wurde Cody am 23. Mai 2020 bei Double or Nothing nach dem Finale eines Eröffnungsturniers gegen Lance Archer. Nach Chris Jericho gewannen Jon Moxley und Kenny Omega die World Championship. Omegas Title-Run (ab Dezember 2020) dauerte fast ein Jahr.
Nach dem Ausbruch der COVID-19-Pandemie im Frühjhar 2020 fanden die Aufzeichnungen der AEW ohne Publikum statt. Die Aufzeichnungen, die in Florida stattfanden, wurden von Gouverneur Ron DeSantis genehmigt, der Wrestling als systemrelevant einstufte. Auch die Shows der WWE wurden in Florida produziert und gingen unvermittelt weiter, ebenfalls ohne Publikum, während etwa die NBA (Basketball) oder die MLS (Fußball) den Spielbetrieb einstellten. Mit Christian Cage, Rusev, Andrade Almas oder Brodie Lee wechselten weitere ehemalige WWE Stars zur AEW. Viele von ihnen wurden zuvor von der WWE entlassen, die in dieser Zeit infolge der wirtschaftlich unsicheren Lage mehrere Entlassungswellen durchführte. Im Dezember 2020 unterzeichnete die damals 61-jährige Wrestling Ikone Sting bei AEW.

#### Prominente Neuzugänge und Krisen (seit 2021)

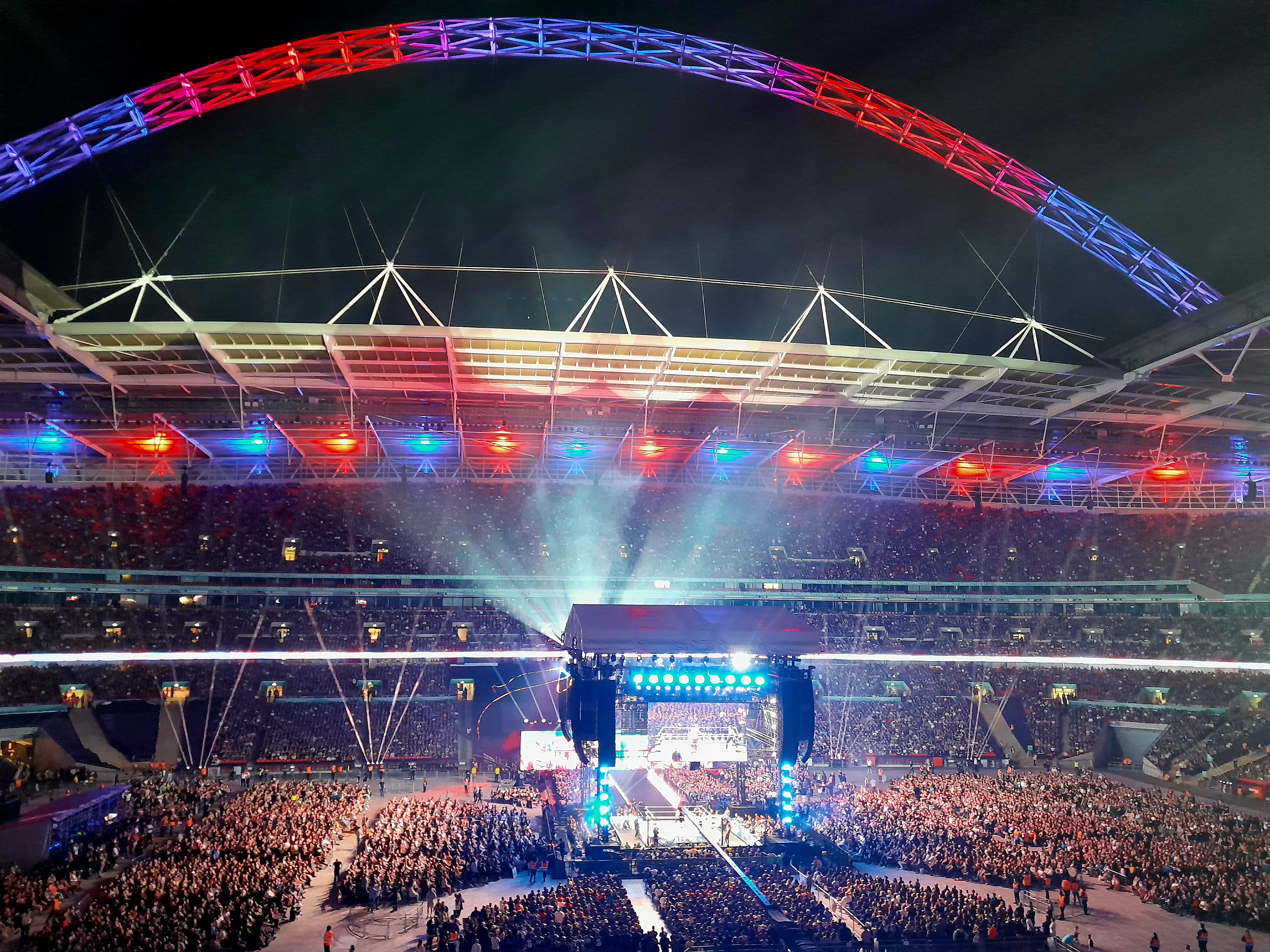
All In im Londoner Wembley-Stadion (2023)

Am 20. August 2021 gab CM Punk sein AEW Debüt. Punk zählte Anfang der 2010er-Jahre zu den populärsten Wrestlern der WWE, bevor er sich mit dem Unternehmen überwarf und seine aktive Karriere beendete. Nach über sieben Jahren Pause vom Professional Wrestling gab er bei AEW Rampage unter begeistertem Jubel der Fans in seiner Heimatstadt Chicago sein Comeback. Kurz darauf konnte die AEW beim PPV All Out am 5. September 2021 mit Bryan Danielson einen weiteren spektakulären Neuzugang vermelden. Danielson, fünffacher WWE World Champion, gilt aufgrund seiner technischen Fähigkeiten als einer der besten Wrestler seiner Generation. Am selben Tag debütierten mit und Adam Cole und Ruby Soho zwei weitere bekannte Namen.
Im Februar 2022 verließ Gründungsmitglied Cody Rhodes AEW und kehrte zurück zur WWE. Bereits im Vorfeld gab es Vermutungen über Unstimmigkeiten zwischen Cody Rhodes und AEW. Khan tritt vereinzelt auch vor der Kamera auf und ist auf Social Media präsent, spielt dabei aber kein Gimmick, anders als dies Promoter wie Vince McMahon (WWE) oder Paul Heyman (ECW) vor ihm getan haben.
Im März 2022 übernahm Tony Khan die Promotion Ring Of Honor, die seitdem  quasi als eigene Liga in die AEW eingegliedert wird. ROH galt als eine der populärsten Independent Promotionen der USA und diente vielen späteren Stars als Sprungbrett.
Im Juni 2023 startete die wöchentliche Show AEW Collision, die samstags live auf TNT übertragen wird. Am 27. August 2023 veranstaltete AEW den PPV All In im Wembley-Stadion  in London. Es war die erste AEW Show in Europa. Mit 72,265 Zuschauern war All In die bis dahin mit Abstand größte AEW Veranstaltung.
Eine größere Krise erlebte AEW durch einen anhaltenden Konflikt rund um CM Punk. Bei All Out im September 2022 kam es zu einem Eklat um CM Punk und The Elite. Punk, der bei All Out zum zweiten Mal World Champion wurde, sowie Kenny Omaga und The Young Bucks, die am selben Abend die AEW World Trios Championship gewonnen hatten, wurden daraufhin suspendiert und ihre Titel aberkannt. Punk wurde neun Monate aus den Shows geschrieben. Nach seiner Rückkehr blieb das Verhältnis zwischen den Beteiligten angespannt. Die neue Show Collision wurde deswegen rund um Punk aufgebaut, The Elite trat bei Collision nicht auf. So wurde versucht, die Kontrahenten zu trennen. Kurz darauf kam es bei All In in London zu einer handgreiflichen Auseinandersetzung zwischen Punk und Jack Perry. Punk soll auch mit Tony Khan und Mitgliedern des Produktionsteams aneinandergeraten sein und wurde daraufhin endgültig gefeuert.
Trotz Verpflichtungen weiterer Topstars (Adam Copeland, Kazuchika Okada oder Will Ospreay), verlor AEW ab etwa Mitte 2023 an Zuschauerinteresse und Einschaltquoten. Zugleich erlebte WWE, die unter der neuen Führung von Paul Levesque (Triple H) stand, einen Höhenflug. Gerade das AEW Gründungsmitglied Cody Rhodes wurde in dieser Zeit zum Aushängeschild und zum World Champion in der WWE. Mehrfach wurde AEW dafür kritisiert zu viel Wert auf hochklassige Matches anstatt auf gutes Storytelling zu legen. Zudem wurde das Booking von Tony Khan als zu chaotisch kritisiert. Im Juni 2024 hatte Dynamite die schlechteste Quote der Ligageschichte.

## Sendungen

### Sender und Bezug zu den Monday Night Wars
Am 15. Mai 2019 wurde eine Zusammenarbeit mit WarnerMedia publik gemacht. Die Shows der AEW starteten auf dem Warner-Sender TNT (Turner Network Television), der Wrestling Fans als Heimat der WCW während des Quotenkampfs Monday Night Wars in den 1990er-Jahren bekannt ist, als die WCW mit der WWE (damals WWF) um die Vormachtstellung im US-amerikanischen Wrestling konkurrierte. TNT Eigentümer Ted Turner war damals zugleich Eigentümer der WCW. Die WCW verlor den Quotenkampf und wurde von der WWF übernommen. 20 Jahre später startete AEW  also vom selben Sender aus den Versuch, das Quasi-Monopol des Marktführers anzugreifen. Die Hauptkommentatoren der AEW sind zudem Jim Ross und Tony Schiavone, zwei der konkurrierenden Kommentatoren der Monday Night Wars. Während Schiavone für die WCW arbeitete und mit AEW auf TNT zurückkehrte, war Jim Ross die bekannte Stimme der Attitude Era in der WWF.

### Wöchentliche TV-Sendungen

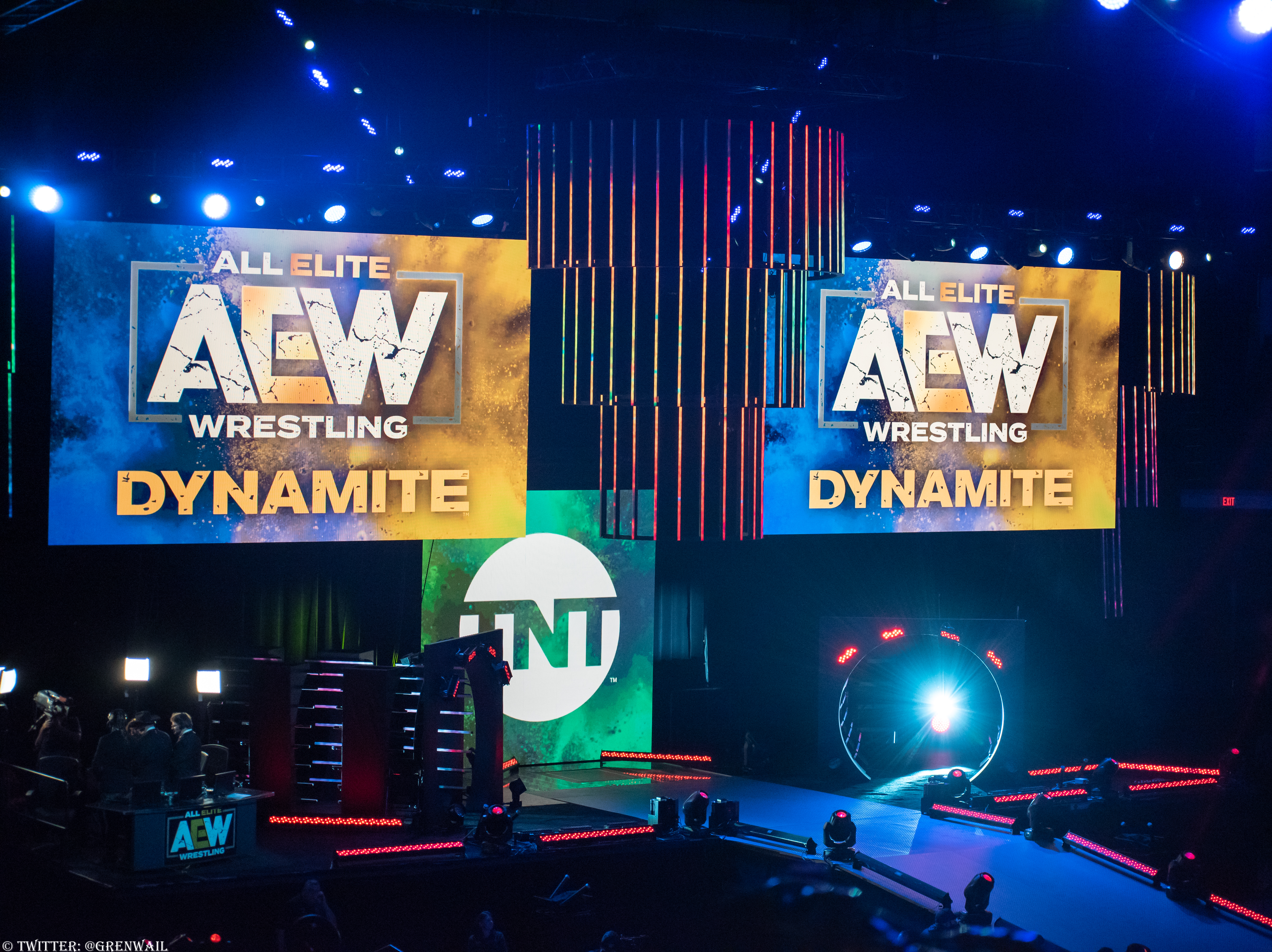
Set von AEW Dynamite, Oktober 2019

Im Oktober 2019 startete die wöchentliche Sendung AEW Dynamite, die Hauptshow der AEW. Sie wird mittwochs live ausgestrahlt. Seit 2022 läuft Dynamite auf dem ebenfalls zu WarnerMedia gehörenden Sender TBS. Kommentiert wird Dynamite vorwiegend von Jim Ross, Tony Schiavone, Taz und Excalibur. Chris Jericho trat mehrfach als Gastkommentator auf.
Am 13. August 2021 startete eine zweite wöchentliche TV-Show AEW Rampage. Rampage wird freitags auf TNT ausgestrahlt.
Am 17. Juni 2023 startete die wöchentliche Show Collision. Sie wird samstags live auf TNT ausgestrahlt. Kommentiert wird Collision von Kevin Kelly (der auch für New Japan Pro-Wrestling arbeitet) und Nigel McGuinness.

### Wöchentliche You-Tube-Sendungen
Vor und nach der Ausstrahlung von Dynamite werden zusätzliche Matches aufgezeichnet, die dienstags online auf dem YouTube-Kanal von All Elite Wrestling in der Show AEW Dark veröffentlicht werden. Im Februar 2021 kündigte AEW die neue Show AEW Dark: Elevation an, die montags auf ihrem YouTube-Kanal als Ergänzung zu AEW Dark ausgestrahlt wird.

### Pay-per-View-Veranstaltungen
All Elite Wrestling produziert in regelmäßigen Abständen Großveranstaltungen, die als Pay-per-View veröffentlicht werden.
| Monat                 | Veranstaltung                          |
| --------------------- | -------------------------------------- |
| Februar oder März     | Revolution (seit 2020)                 |
| Mai                   | Double or Nothing (seit 2019)          |
| Juni                  | AEW x NJPW: Forbidden Door (seit 2022) |
| August                | All In (seit 2023 in London)           |
| August oder September | All Out (seit 2019)                    |
| November              | Full Gear (seit 2019)                  |

## Roster

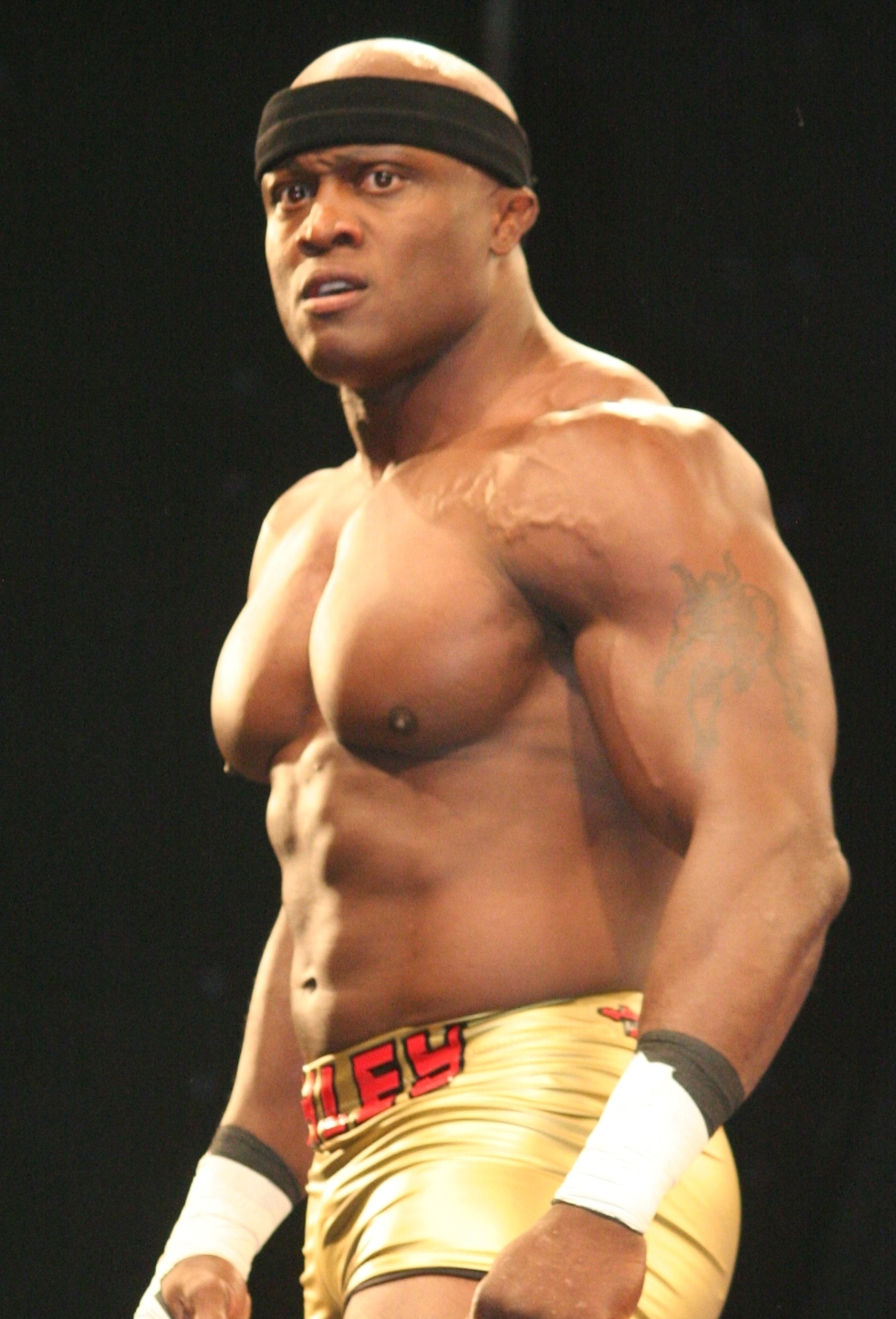
Bobby Lashley (2017)

### Männer

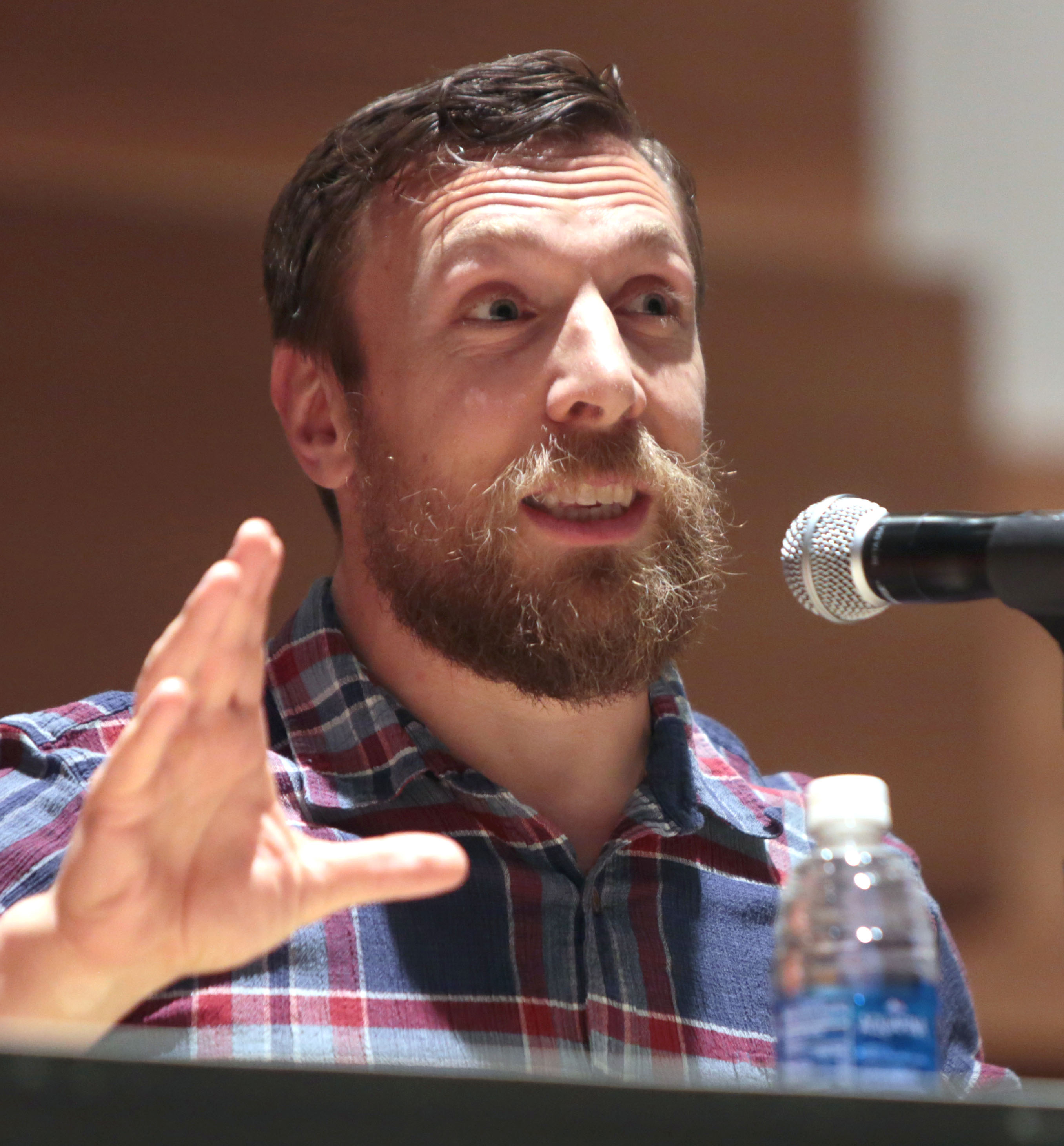
Bryan Danielson (2016)

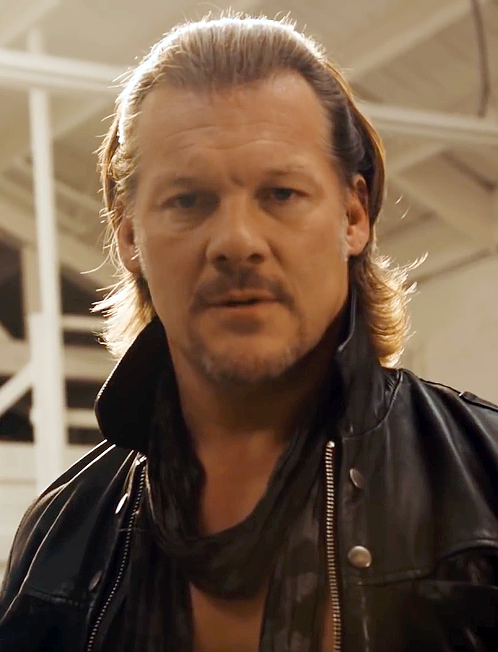
Chris Jericho (2017)

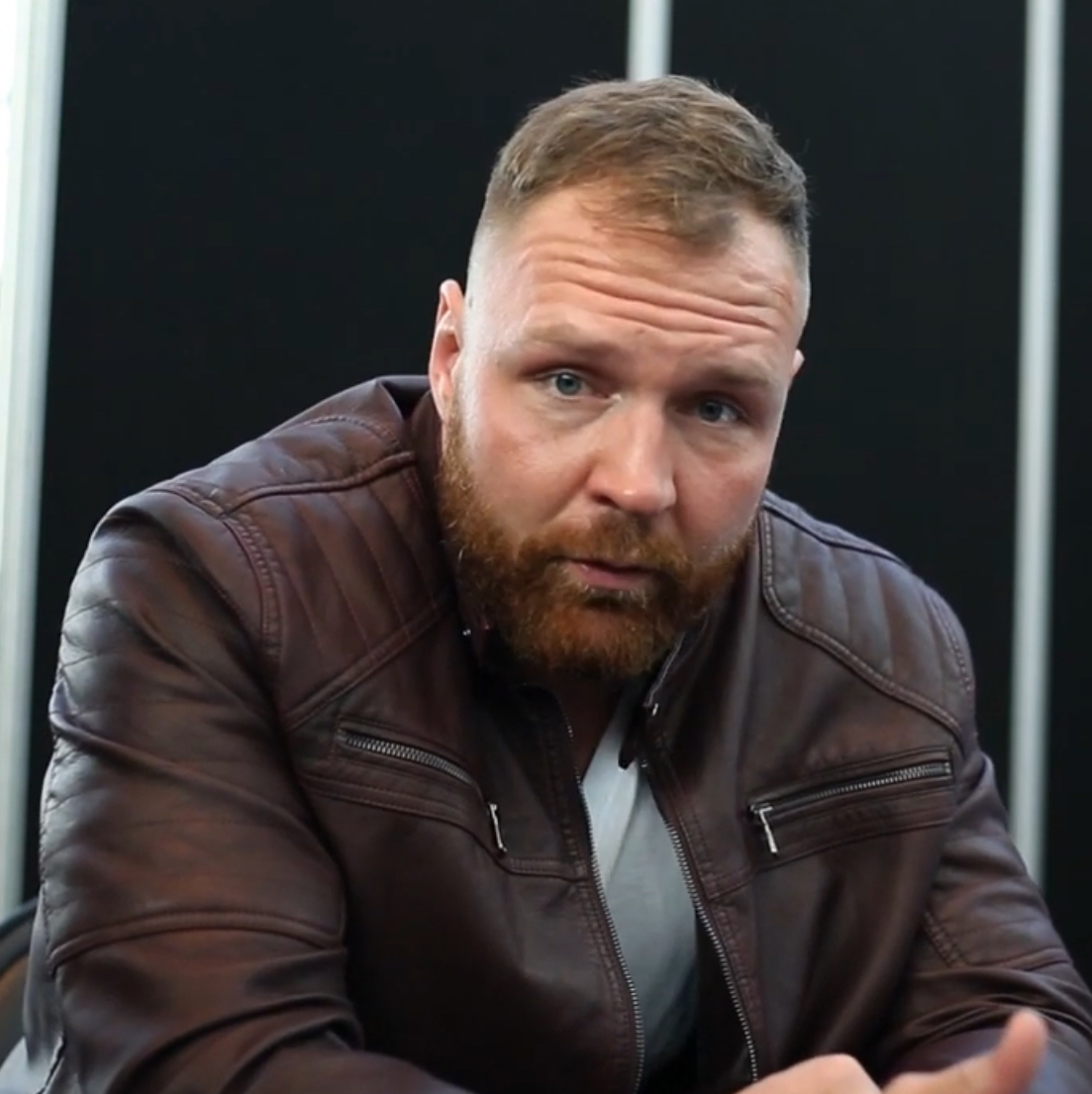
Jon Moxley (2019)

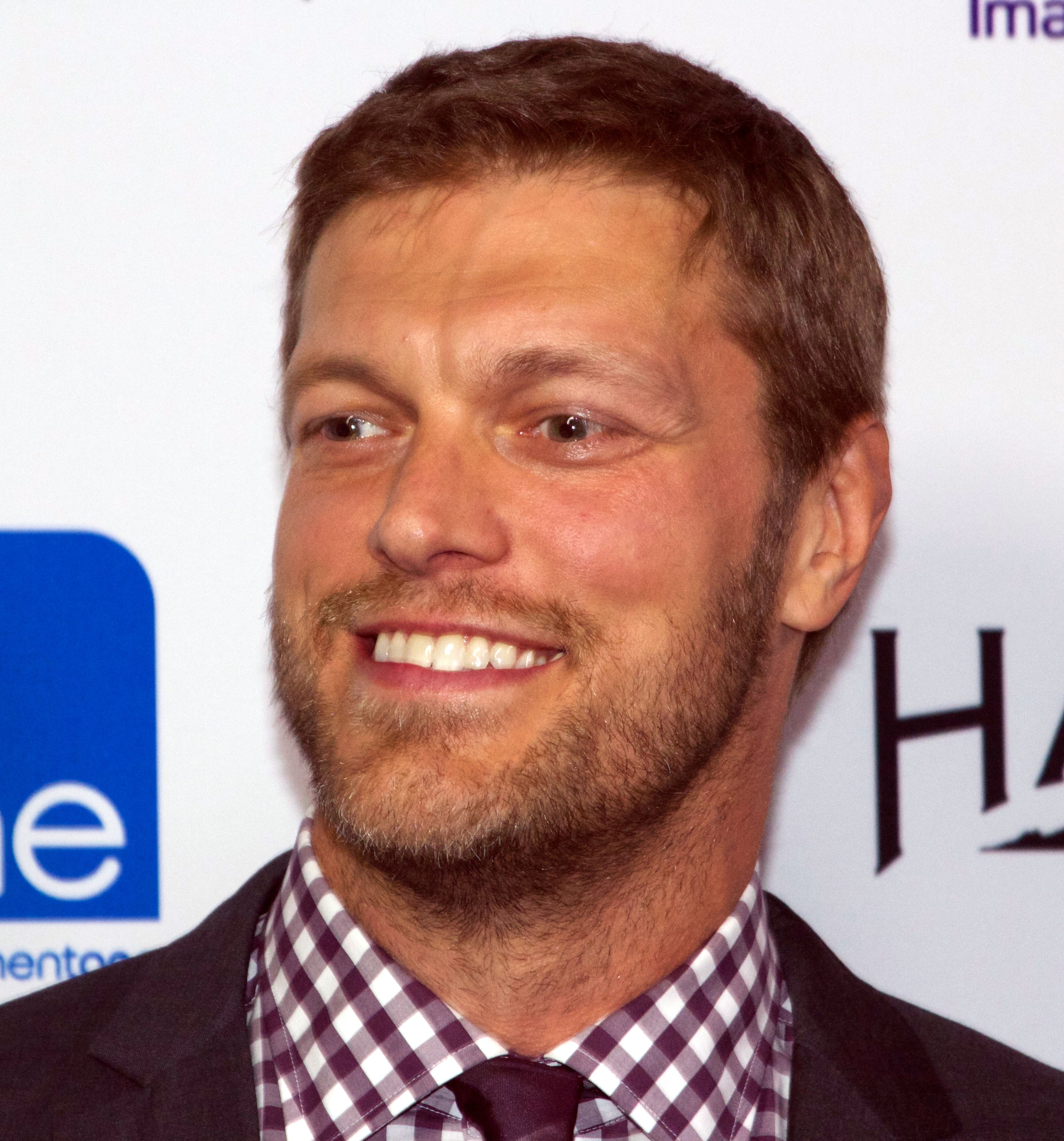
Cope (2013)

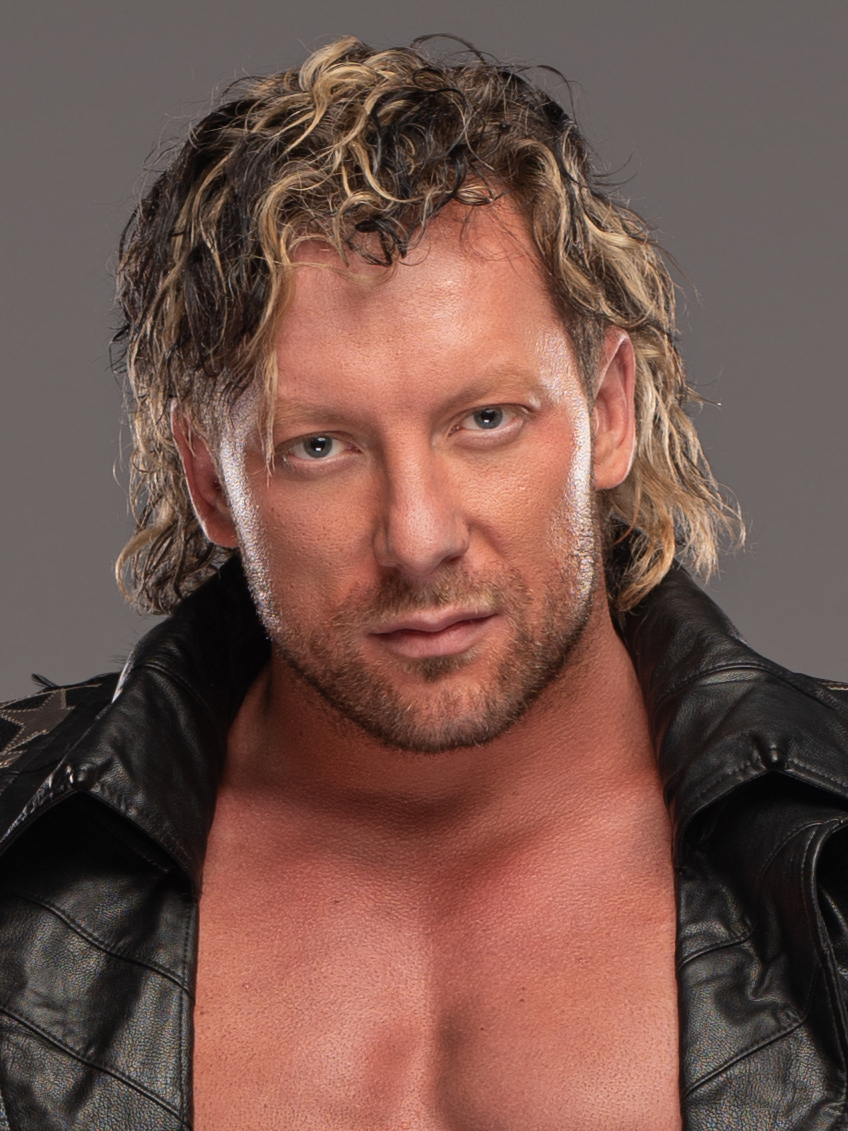
Kenny Omega (2019)

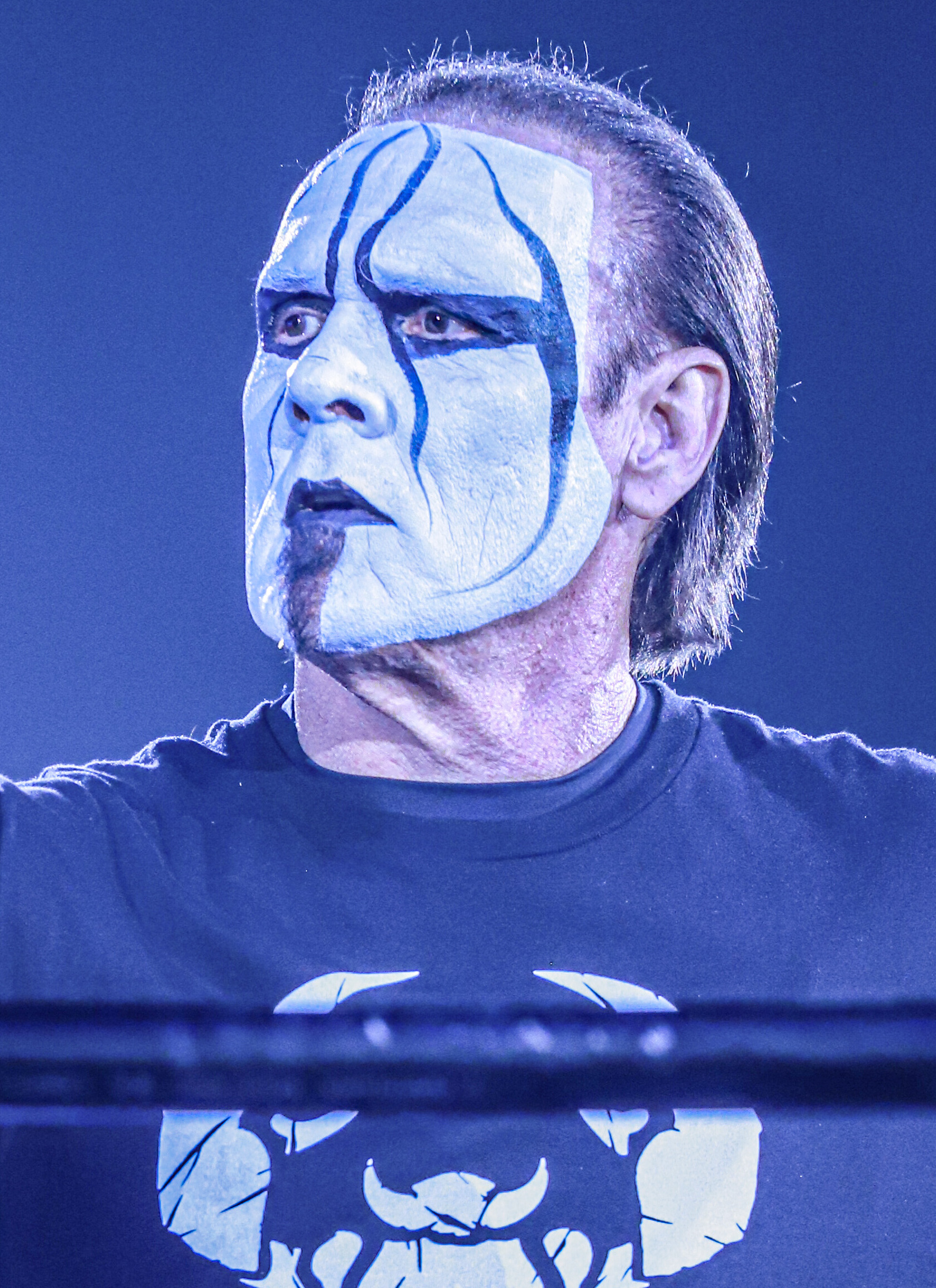
Sting (2023)

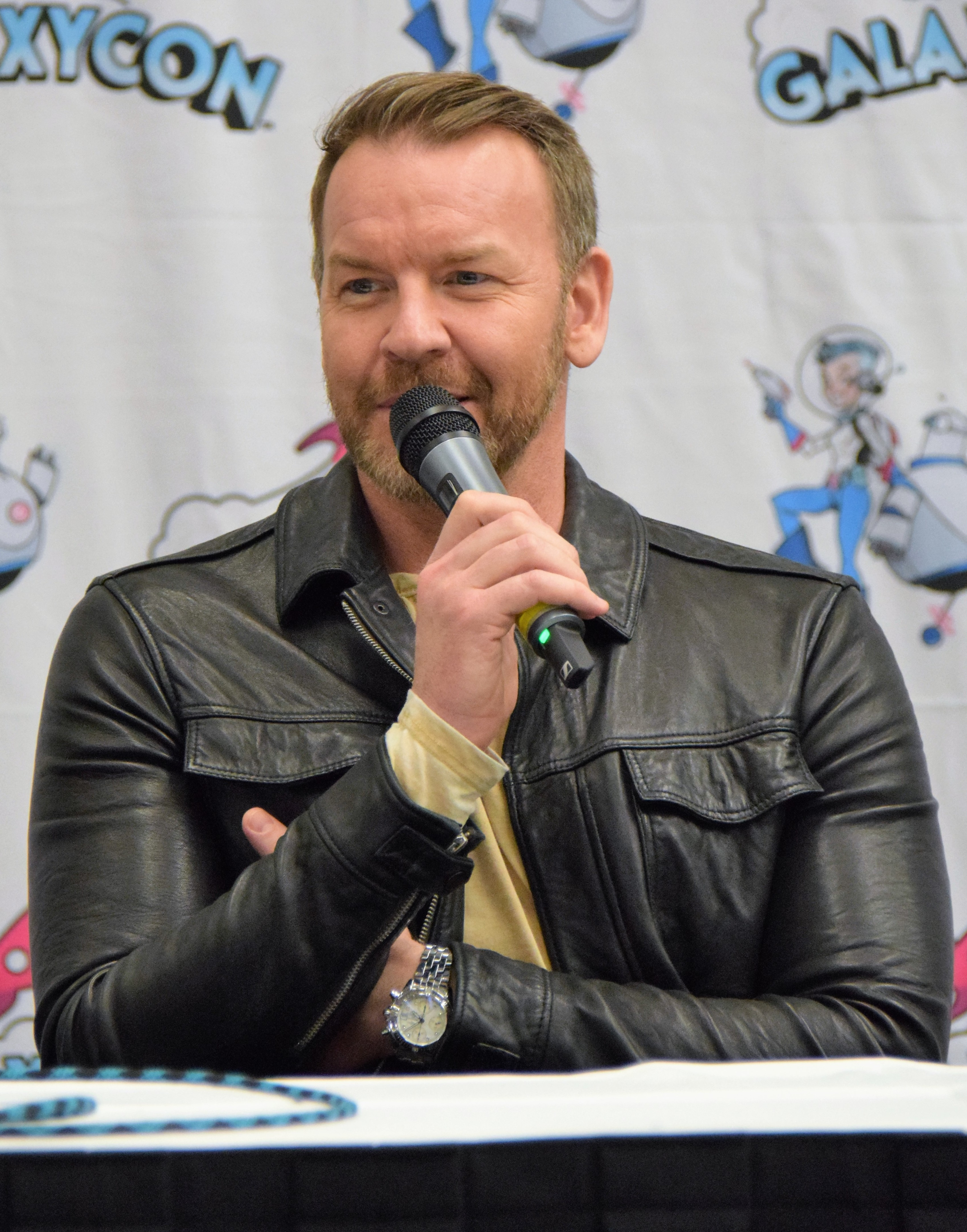
Christian Cage (2020)

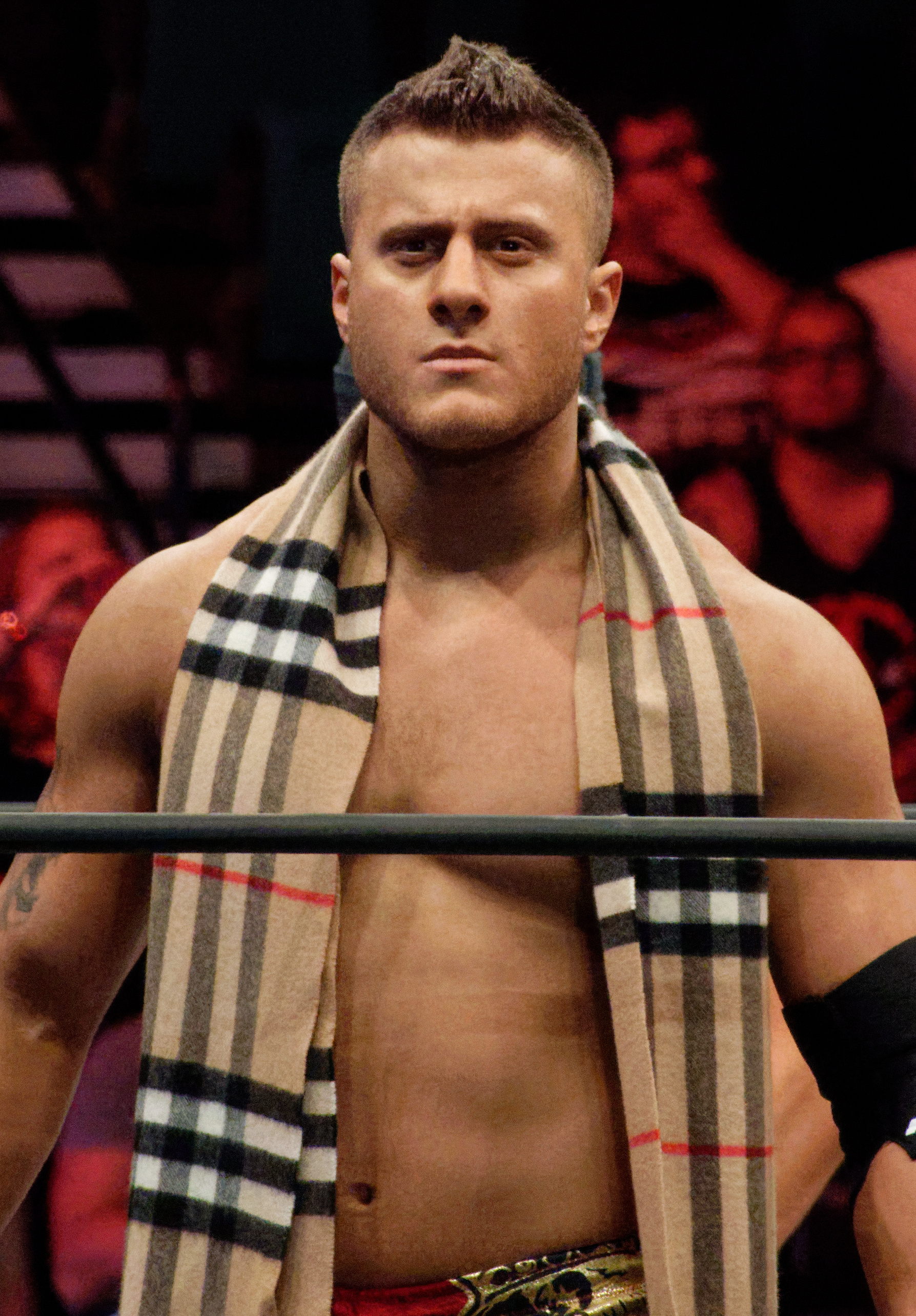
Maxwell Jacob Friedman (2019)

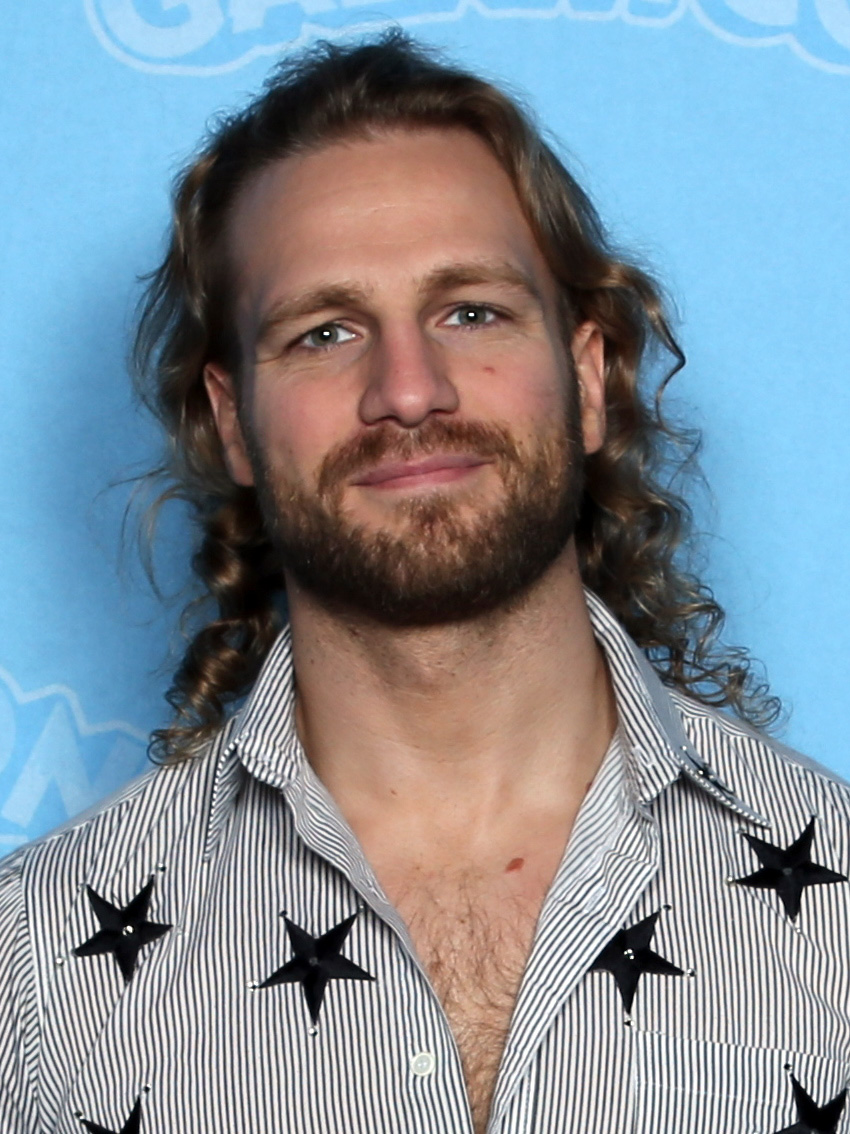
Adam Page (2022)

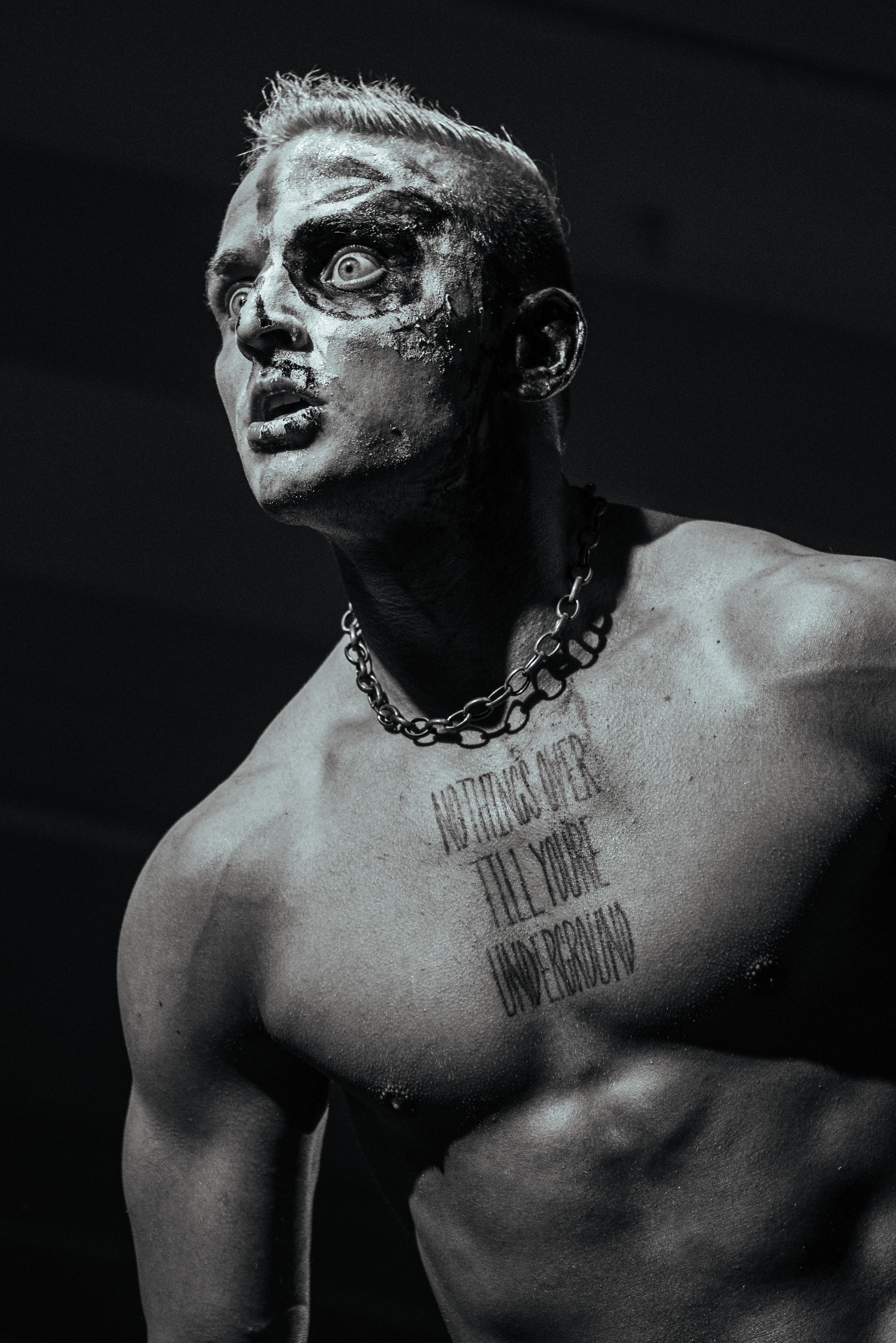
Darby Allin (2019)

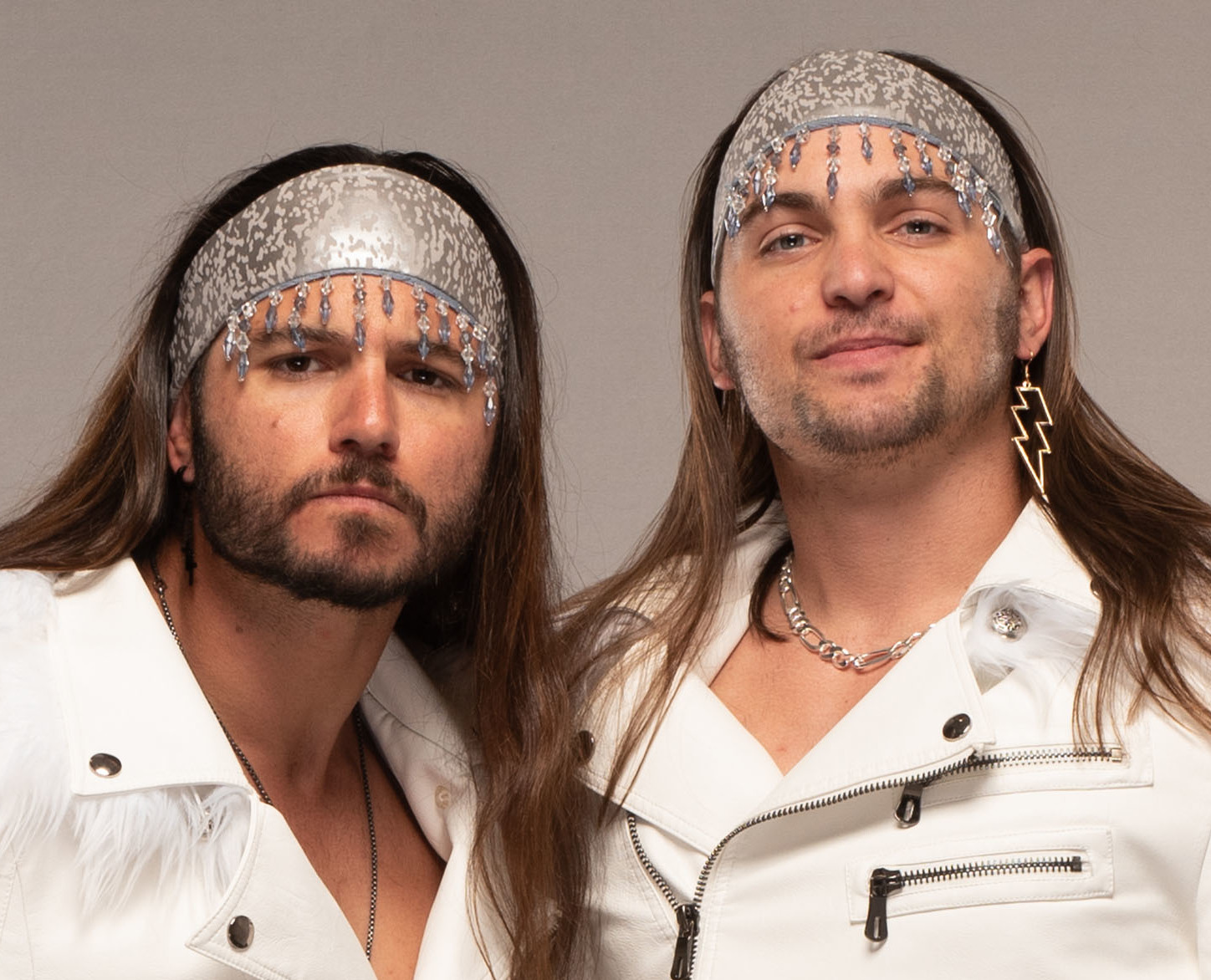
The Young Bucks (Matt und Nick Jackson, 2021)

| Ringname                | Bürgerlicher Name             | Nation                 | Anmerkung                                    |
| ----------------------- | ----------------------------- | ---------------------- | -------------------------------------------- |
| Aaron Solo              | Unbekannt                     | Vereinigte Staaten     |                                              |
| Action Andretti         | Tyler Andretti                | Vereinigte Staaten     |                                              |
| Adam Cole               | Austin Jenkins                | Vereinigte Staaten     |                                              |
| Adam Page               | Stephen Woltz                 | Vereinigte Staaten     |                                              |
| Alex Reynolds           | Alex Zikos                    | Vereinigte Staaten     |                                              |
| Angélico                | Adam Bridle                   | Südafrika              |                                              |
| Angelo Parker           | Jeffrey Parker                | Kanada                 |                                              |
| Anthony Bowens          | Anthony Bowens                | Vereinigte Staaten     |                                              |
| Anthony Ogogo           | Anthony Ogogo                 | Vereinigtes Königreich |                                              |
| AR Fox                  | Thomas Ballester              | Vereinigte Staaten     |                                              |
| Ari Daivari             | Ariya Daivari                 | Vereinigte Staaten     |                                              |
| Austin Gunn             | Austin Sopp                   | Vereinigte Staaten     |                                              |
| Bandido                 | unbekannt                     | Mexiko                 |                                              |
| Big Bill                | William Morrissey             | Vereinigte Staaten     |                                              |
| Billy Gunn              | Monty Sopp                    | Vereinigte Staaten     |                                              |
| Bishop Kaun             | Bishop Kaun                   | Vereinigte Staaten     |                                              |
| The Blade               | Jesse Guilmette               | Vereinigte Staaten     |                                              |
| Bobby Lashley           | Franklin Lashley              | Vereinigte Staaten     |                                              |
| Brandon Cutler          | Brandon Bogle                 | Vereinigte Staaten     |                                              |
| Brian Cage              | Brian Button                  | Vereinigte Staaten     |                                              |
| Brody King              | Nate Blauvelt                 | Vereinigte Staaten     |                                              |
| Bryan Danielson         | Bryan Danielson               | Vereinigte Staaten     | Kein Vollzeit-Wrestler mehr                  |
| Buddy Matthews          | Matthew Adams                 | Australien             |                                              |
| The Butcher             | Andrew Williams               | Vereinigte Staaten     |                                              |
| Cash Wheeler            | Daniel Wheeler                | Vereinigte Staaten     |                                              |
| Chris Jericho           | Christopher Irvine            | Kanada                 |                                              |
| Christian Cage          | Jay Reso                      | Kanada                 |                                              |
| Christopher Daniels     | Daniel Covell                 | Vereinigte Staaten     | Karriere beendet, Backstage-Helfer           |
| Chuck Taylor            | Dustin Howard                 | Vereinigte Staaten     | Karriere beendet, Backstage-Helfer & Trainer |
| Claudio Castagnoli      | Claudio Castagnoli            | Schweiz                |                                              |
| Colt Cabana             | Scott Colton                  | Vereinigte Staaten     |                                              |
| Colten Gunn             | Colten Sopp                   | Vereinigte Staaten     |                                              |
| Cope                    | Adam Copeland                 | Kanada                 |                                              |
| Danhausen               | Donovan Danhausen             | Vereinigte Staaten     |                                              |
| Daniel Garcia           | Daniel Tunis-Garcia           | Vereinigte Staaten     |                                              |
| Dante Martin            | Daunte Martin                 | Vereinigte Staaten     |                                              |
| Darby Allin             | Samuel Ratsch                 | Vereinigte Staaten     |                                              |
| Darius Martin           | Darius Martin                 | Vereinigte Staaten     |                                              |
| Dax Harwood             | David Harwood                 | Vereinigte Staaten     |                                              |
| Dralistico              | Carlos Muñoz González         | Mexiko                 |                                              |
| Dustin Rhodes           | Dustin Runnels                | Vereinigte Staaten     |                                              |
| Dutch                   | William Carr                  | Vereinigte Staaten     |                                              |
| Eddie Kingston          | Edward Moore                  | Vereinigte Staaten     |                                              |
| E. J. Nduka             | Ezekwesiri Nduka Jr.          | Vereinigte Staaten     |                                              |
| Evil Uno                | Nicolas Dansereau             | Kanada                 |                                              |
| Griff Garrison          | Garrett Griffith              | Vereinigte Staaten     |                                              |
| Hologram                | Unbekannt                     | Mexiko                 |                                              |
| Hook                    | Tyler Senerchia               | Vereinigte Staaten     |                                              |
| Isiah Kassidy           | Isiah Kassidy                 | Vereinigte Staaten     |                                              |
| James Drake             | James Dowell                  | Vereinigtes Königreich |                                              |
| Jay Lethal              | Jamar Shipman                 | Vereinigte Staaten     |                                              |
| Jay White               | Jamie White                   | Neuseeland             |                                              |
| Jeff Jarrett            | Jeffrey Leonard Jarrett       | Vereinigte Staaten     |                                              |
| John Silver             | John Silver                   | Vereinigte Staaten     |                                              |
| Johnny TV               | John Hennigan                 | Vereinigte Staaten     |                                              |
| Jon Moxley              | Jonathan Good                 | Vereinigte Staaten     |                                              |
| Josh Woods              | Joshua Woods                  | Vereinigte Staaten     |                                              |
| Juice Robinson          | Joseph Robinson               | Vereinigte Staaten     |                                              |
| „Jungle Boy“ Jack Perry | Jack Perry                    | Vereinigte Staaten     |                                              |
| Katsuyori Shibata       | Katsuyori Shibata             | Japan                  |                                              |
| Kazuchika Okada         | Kazuchika Okada               | Japan                  |                                              |
| Keith Lee               | Keith Lee                     | Vereinigte Staaten     |                                              |
| Kenny Omega             | Tyson Smith                   | Japan Kanada           | Executive Vice President                     |
| Killswitch              | Austin Matelson               | Vereinigte Staaten     |                                              |
| Kip Sabian              | Simon Kippen                  | Vereinigtes Königreich |                                              |
| Komander                | Unbekannt                     | Mexiko                 |                                              |
| Konosuke Takeshita      | Takeshita Kōnosuke            | Japan                  |                                              |
| Kota Ibushi             | Kota Ibushi                   | Japan                  |                                              |
| Kyle Fletcher           | Kyle Fletcher                 | Australien             |                                              |
| Kyle O’Reilly           | Kyle Greenwood                | Kanada                 |                                              |
| Lance Archer            | Lance Hoyt                    | Vereinigte Staaten     |                                              |
| Lee Johnson             | Unbekannt                     | Vereinigte Staaten     |                                              |
| Lee Moriaty             | Julien Moriaty                | Vereinigte Staaten     |                                              |
| Lio Rush                | Lionel Green                  | Vereinigte Staaten     |                                              |
| Mansoor                 | Mansoor Al-Shehai             | Saudi-Arabien          |                                              |
| Mark Briscoe            | Mark Pugh                     | Vereinigte Staaten     |                                              |
| Mark Davis              | Davis Passwood                | Australien             |                                              |
| Marshall Von Erich      | Marshall Adkisson             | Vereinigte Staaten     |                                              |
| Marq Quen               | DaQuentin Redden              | Vereinigte Staaten     |                                              |
| Matt Cardona            | Matthew Cardona               | Vereinigte Staaten     |                                              |
| Matthew Jackson         | Matthew Massie                | Vereinigte Staaten     | Executive Vice President                     |
| Matt Menard             | Matthew Menard-Lee            | Kanada                 |                                              |
| Matt Sydal              | Matthew Korklan               | Vereinigte Staaten     |                                              |
| Matt Taven              | Matthew Marinelli             | Vereinigte Staaten     |                                              |
| Max Caster              | Max Caster                    | Vereinigte Staaten     |                                              |
| Michael Nakazawa        | Koutane Nakazawa              | Japan                  |                                              |
| Mike Bennett            | Michael Bennett               | Vereinigte Staaten     |                                              |
| MJF                     | Maxwell T. Friedman           | Vereinigte Staaten     |                                              |
| MVP                     | Alvin Burke                   | Vereinigte Staaten     |                                              |
| Nick Comorotto          | Nick Comorotto                | Vereinigte Staaten     |                                              |
| Nick Jackson            | Nicholas Massie               | Vereinigte Staaten     | Executive Vice President                     |
| Nick Wayne              | Nicholas Finley               | Vereinigte Staaten     |                                              |
| Orange Cassidy          | James Cipperly                | Vereinigte Staaten     |                                              |
| Ortiz                   | Miguel Molina                 | Vereinigte Staaten     |                                              |
| PAC                     | Benjamin Satterley            | Vereinigtes Königreich |                                              |
| Paul Wight              | Paul Wight II                 | Vereinigte Staaten     |                                              |
| Peter Avalon            | Peter Hernandez               | Vereinigte Staaten     |                                              |
| Powerhouse Hobbs        | Will Hobson                   | Vereinigte Staaten     |                                              |
| Pres10 Vance            | Cody Vance                    | Vereinigte Staaten     |                                              |
| Prince Nana             | Nana Osei Bandoh              | Vereinigte Staaten     |                                              |
| Ricochet                | Trevor Mann                   | Vereinigte Staaten     |                                              |
| Roderick Strong         | Christopher Lindsey           | Vereinigte Staaten     |                                              |
| Ross Von Erich          | Ross Adkisson                 | Vereinigte Staaten     |                                              |
| Rush                    | William Arturo Muñoz González | Mexiko                 |                                              |
| Sammy Guevara           | Samuel Guevara                | Vereinigte Staaten     |                                              |
| Samoa Joe               | Nuufolau Joel Seanoa          | Vereinigte Staaten     |                                              |
| Satnam Singh            | Satnam Singh Bhamara          | Indien                 |                                              |
| Scorpio Sky             | Schuyler Andrews              | Vereinigte Staaten     |                                              |
| Serpentico              | Jonathan Cruz                 | Puerto Rico            |                                              |
| Swerve Strickland       | Stephon Strickland            | Vereinigte Staaten     |                                              |
| Shane Taylor            | Mark Shepherd                 | Vereinigte Staaten     |                                              |
| Shawn Dean              | Shawn McBride                 | Vereinigte Staaten     |                                              |
| Shelton Benjamin        | Shelton Benjamin              | Vereinigte Staaten     |                                              |
| Sting                   | Steven Borden                 | Vereinigte Staaten     | Karriere beendet                             |
| Toa Liona               | Bruce Leaupepe                | Vereinigte Staaten     |                                              |
| Tony Nese               | Anthony Nese                  | Vereinigte Staaten     |                                              |
| Trent Beretta           | Greg Marasciulo               | Vereinigte Staaten     |                                              |
| Truth Magnum            | Shiloh Mount                  | Vereinigte Staaten     |                                              |
| Turbo Floyd             | Randy Kaufman                 | Vereinigte Staaten     |                                              |
| Vincent                 | Vincent Marseglia             | Vereinigte Staaten     |                                              |
| Wardlow                 | Michael Wardlow               | Vereinigte Staaten     |                                              |
| Wheeler Yuta            | Paul Gruber                   | Vereinigte Staaten     |                                              |
| Will Ospreay            | William Ospreay               | Vereinigtes Königreich |                                              |
| Zack Gibson             | Jack Rea                      | Vereinigtes Königreich |                                              |

### Frauen

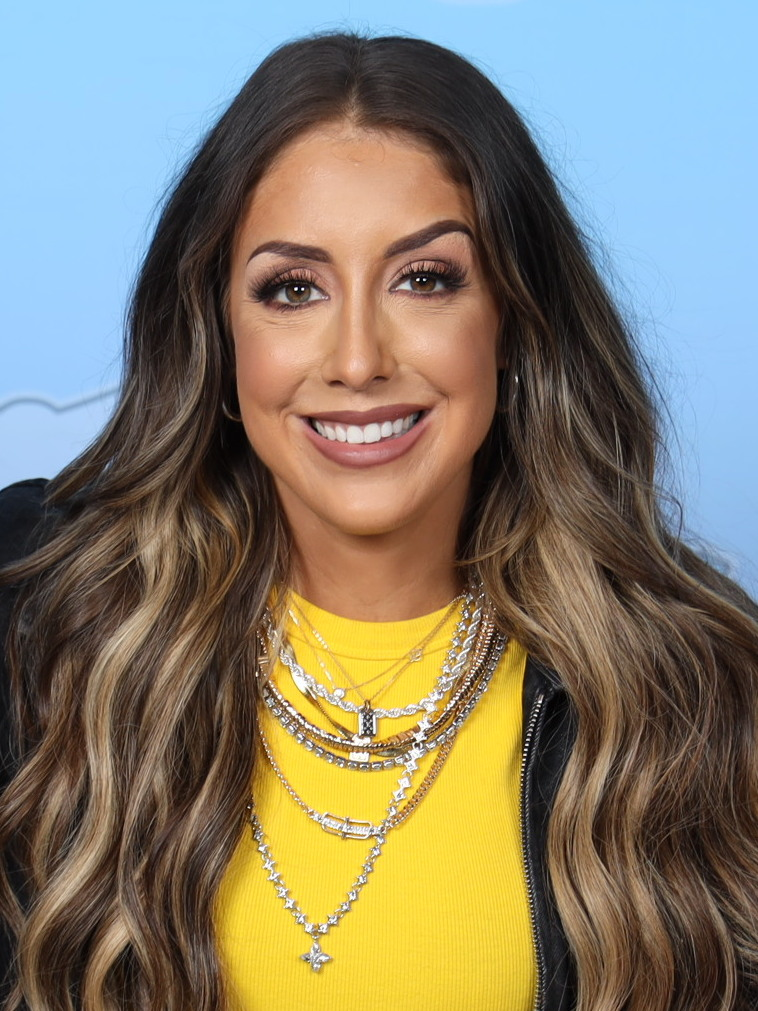
Dr. Britt Baker D.M.D. (2023)

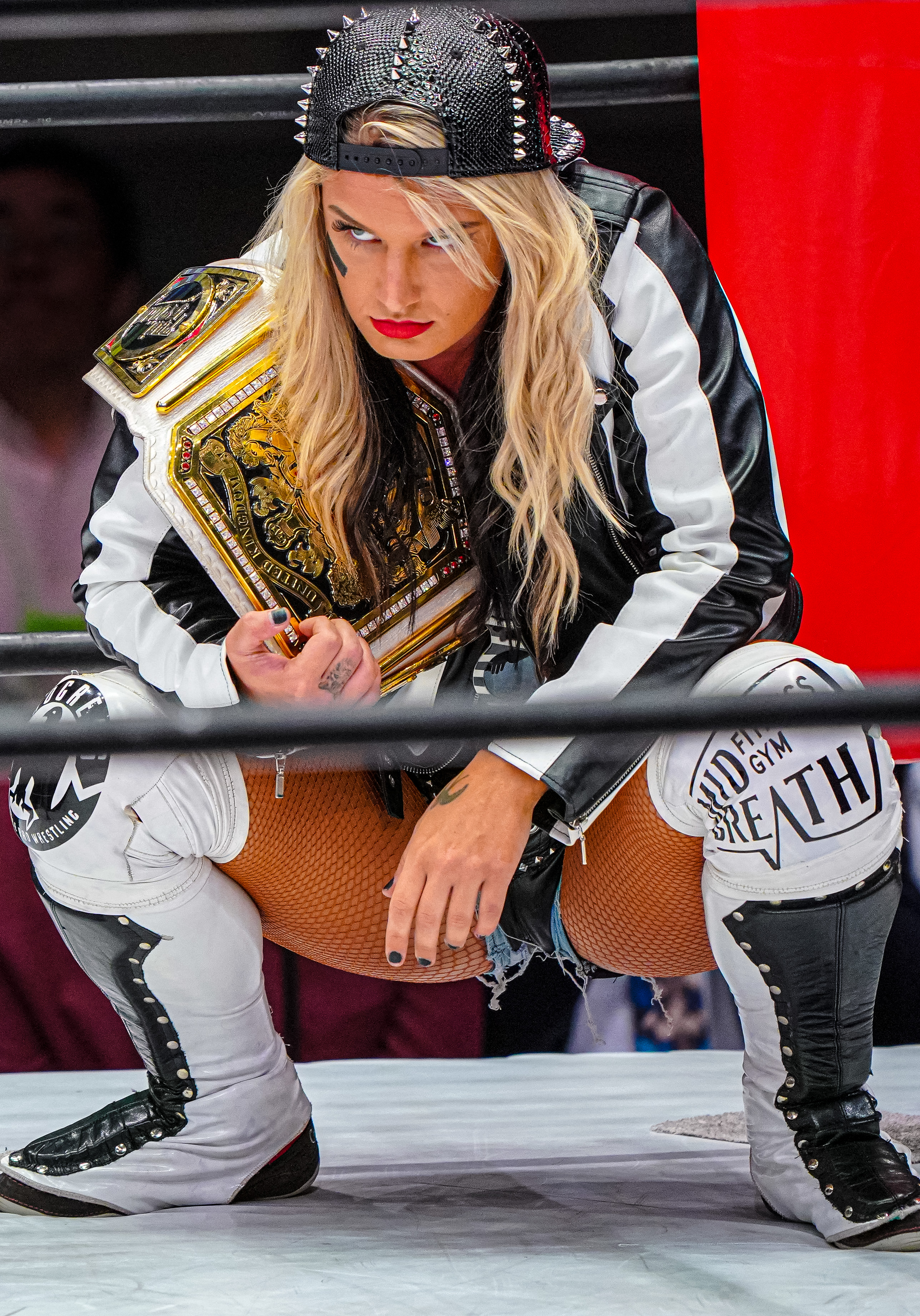
Toni Storm (2019)

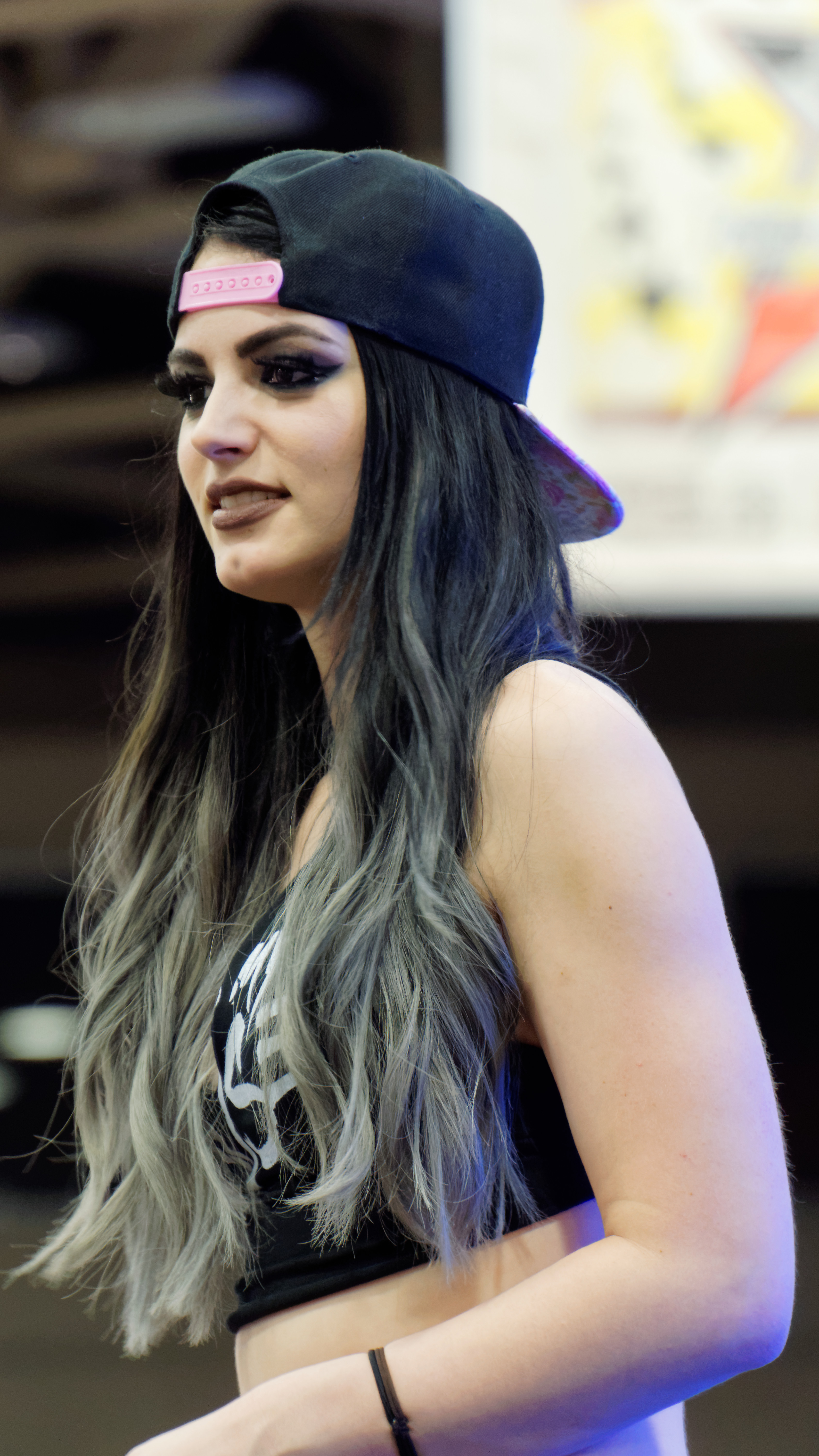
Saraya (2016)

| Ringname              | Bürgerlicher Name         | Nation                 | Anmerkung                                             |
| --------------------- | ------------------------- | ---------------------- | ----------------------------------------------------- |
| Abadon                | Monica Beadnell           | Vereinigte Staaten     |                                                       |
| Anna Jay              | Anna Jernigan             | Vereinigte Staaten     |                                                       |
| Athena                | Adrienne Reese            | Vereinigte Staaten     |                                                       |
| Billie Starkz         | Lillian Bridget           | Vereinigte Staaten     |                                                       |
| Dr. Britt Baker D.M.D | Brittany Baker            | Vereinigte Staaten     |                                                       |
| Deonna Purrazzo       | Deonna Purrazzo           | Vereinigte Staaten     |                                                       |
| Diamante              | Priscilla Zuniga          | Vereinigte Staaten     |                                                       |
| Emi Sakura            | Emi Motokawa              | Japan                  |                                                       |
| Harley Cameron        | Dannielle Vidot           | Australien             |                                                       |
| Hikaru Shida          | Hikaru Shida              | Japan                  |                                                       |
| Jamie Hayter          | Paige Wooding             | Vereinigtes Königreich |                                                       |
| Julia Hart            | Julia Hart                | Vereinigte Staaten     |                                                       |
| Kamille               | Kailey Latimer            | Vereinigte Staaten     |                                                       |
| Kiera Hogan           | Kiera Hogan               | Vereinigte Staaten     |                                                       |
| Kris Statlander       | Kristen Stadtlander       | Vereinigte Staaten     |                                                       |
| Leila Grey            | Catherine Guzman          | Vereinigte Staaten     |                                                       |
| Leva Bates            | Leva Bates                | Vereinigte Staaten     |                                                       |
| Leyla Hirsch          | Leyla Hirsch              | Vereinigte Staaten     |                                                       |
| Madison Rayne         | Ashley Lomberger          | Vereinigte Staaten     |                                                       |
| Mariah May            | Mariah Mead               | Vereinigtes Königreich |                                                       |
| Marina Shafir         | Marina Shafir             | Moldau                 |                                                       |
| Mercedes Martinez     | Jazmín Benítez            | Vereinigte Staaten     |                                                       |
| Mercedes Moné         | Mercedes Varnado          | Vereinigte Staaten     |                                                       |
| Nyla Rose             | Nyla Rose                 | Vereinigte Staaten     |                                                       |
| Penelope Ford         | Olivia Hasler             | Vereinigte Staaten     |                                                       |
| Queen Aminata         | Aminata Sylla             | Guinea                 |                                                       |
| Rachael Ellering      | Rachael Ellering          | Vereinigte Staaten     |                                                       |
| Rebel                 | Tanea Brooks              | Vereinigte Staaten     | Managerin von Dr. Britt Baker D.M.D / Maskenbildnerin |
| Red Velvet            | Stephanie Cardona         | Vereinigte Staaten     |                                                       |
| Riho                  | Riho Hime                 | Japan                  |                                                       |
| Ruby Soho             | Dori Elizabeth Prange     | Vereinigte Staaten     |                                                       |
| Saraya                | Saraya-Jade Bevis         | Vereinigtes Königreich |                                                       |
| Serena Deeb           | Serena Deeb               | Vereinigte Staaten     |                                                       |
| Skye Blue             | Skylar Dolecki            | Vereinigte Staaten     |                                                       |
| Tay Melo              | Taynara Melo de Carvalho  | Brasilien              |                                                       |
| Taya Valkyrie         | Kira Renée Magnin-Forster | Kanada                 |                                                       |
| Thunder Rosa          | Melissa Cervantes         | Mexiko                 |                                                       |
| Toni Storm            | Toni Rossall              | Neuseeland             |                                                       |
| Viva Van              | Victoria Tran             | Vereinigte Staaten     |                                                       |
| Willow Nightingale    | Danielle Paultre          | Vereinigte Staaten     |                                                       |
| Yuka Sakazaki         | Yuka Sakazaki             | Japan                  |                                                       |

### Weiteres, nicht im Ring aktives Personal

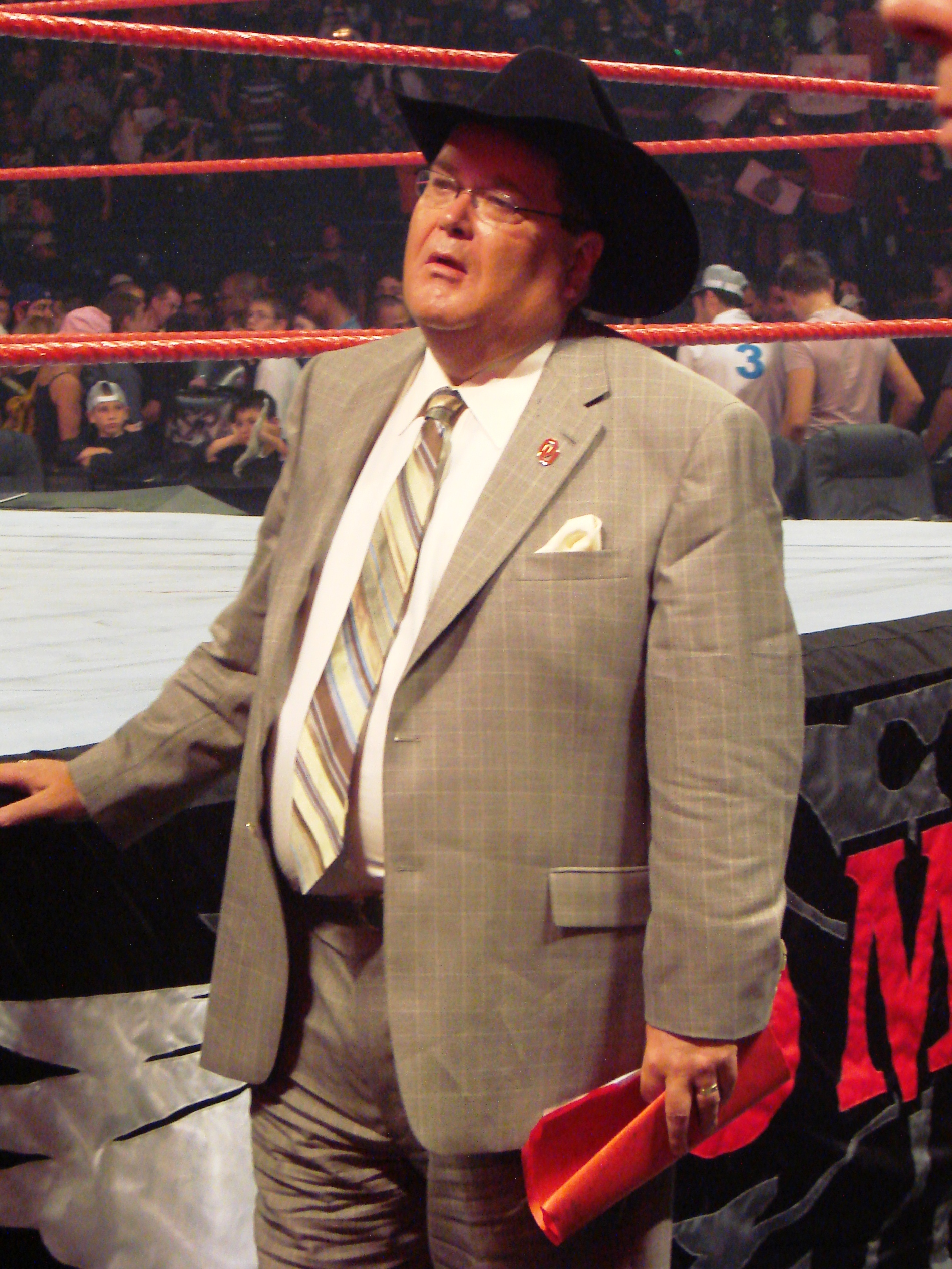
Jim Ross (2007)

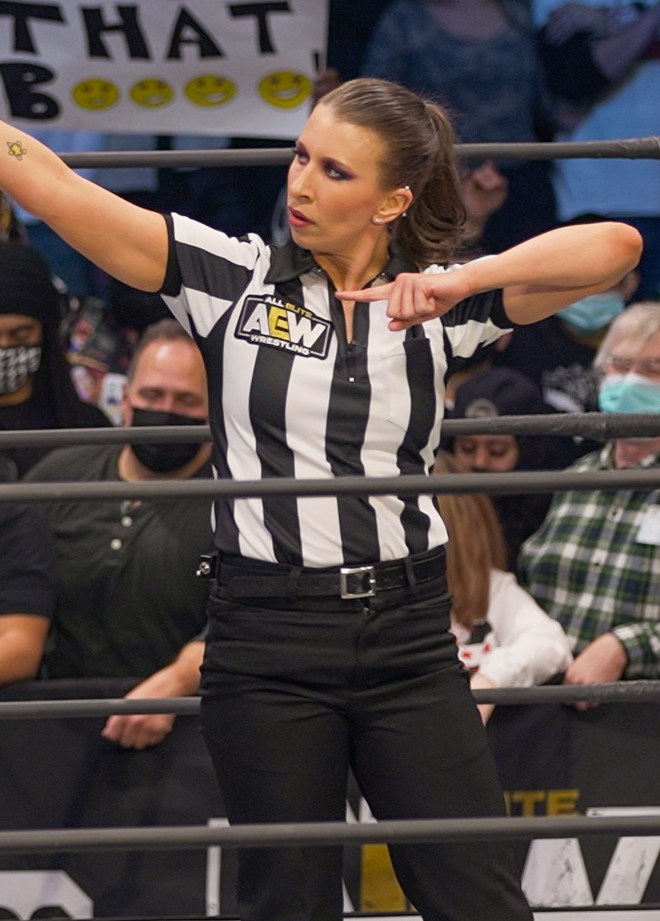
Ringrichterin Aubrey Edwards

| Ringname         | Bürgerlicher Name      | Nation                 | Anmerkung                                                                                     |
| ---------------- | ---------------------- | ---------------------- | --------------------------------------------------------------------------------------------- |
| Alex Abrahantes  | Alex Abrahantes        | Vereinigte Staaten     | Kommentator (für AEW-Formate in spanischer Sprache)                                           |
| Alex Marvez      | Alex Marvez            | Vereinigte Staaten     | Kommentator                                                                                   |
| Aubrey Edwards   | Brittany Aubert        | Vereinigte Staaten     | Ringrichterin                                                                                 |
| Billy Gunn       | Monty Sopp             | Vereinigte Staaten     | Road Agent                                                                                    |
| B.J. Whitmer     | Benjamin Whitmer       | Vereinigte Staaten     | Road Agent                                                                                    |
| Bryce Remsburg   | Bryce Remsburg         | Vereinigte Staaten     | Ringrichter                                                                                   |
| Dasha Gonzalez   | Dasha Gonzalez         | Vereinigte Staaten     | Kommentatorin (für AEW-Formate in spanischer Sprache)                                         |
| Dean Malenko     | Dean Simon             | Vereinigte Staaten     | Road Agent                                                                                    |
| Excalibur        | Marc Letzmann          | Vereinigte Staaten     | Kommentator                                                                                   |
| Frank Gastineau  | Frank Gastineau        | Vereinigte Staaten     | Ringrichter                                                                                   |
| Günter Zapf †    | Günter Zapf            | Deutschland            | Kommentator (für AEW-Formate in deutscher Sprache)                                            |
| Jake Roberts     | Aurelian Smith Jr.     | Vereinigte Staaten     | Manager von Lance Archer                                                                      |
| Jerry Lynn       | Jeremy Lynn            | Vereinigte Staaten     | Road Agent                                                                                    |
| Jim Ross         | James Ross             | Vereinigte Staaten     | Kommentator                                                                                   |
| Justin Roberts   | Justin Roberts         | Vereinigte Staaten     | Ringsprecher                                                                                  |
| Lenz Retzer      | Lenz Retzer            | Deutschland            | Kommentator (für AEW-Formate in deutscher Sprache)                                            |
| Mike Posey       | Mike Posey             | Vereinigte Staaten     | Ringrichter                                                                                   |
| Mike Ritter      | Michael Ritter         | Deutschland            | Kommentator (für AEW-Formate in deutscher Sprache)                                            |
| Nigel McGuinness | Steven Haworth         | Vereinigtes Königreich | Kommentator                                                                                   |
| Oliver Copp      | Oliver Copp            | Deutschland            | Kommentator (für AEW-Formate in deutscher Sprache)                                            |
| Paul Turner      | Paul Turner            | Vereinigte Staaten     | Ringrichter                                                                                   |
| Renee Paquette   | Renee Paquette         | Kanada                 | Backstage-Interviewerin                                                                       |
| Rick Knox        | Rick Knox              | Vereinigte Staaten     | Ringrichter                                                                                   |
| Taz              | Peter Senerchia        | Vereinigte Staaten     | Kommentator Manager von Brian Cage und Ricky Starks                                           |
| Tony Khan        | Antony Khan            | Vereinigte Staaten     | Präsident und Chief Executive Officer                                                         |
| Tony Schiavone   | Noah Anthony Schiavone | Vereinigte Staaten     | Kommentator                                                                                   |
| Tully Blanchard  | Tully Blanchard        | Vereinigte Staaten     | Trainer & Manager von The Pinnacle (MJF, Cash Wheeler, Dax Harwood, Wardlow und Shawn Spears) |

## Titel und Auszeichnungen

### Titelträger
| Titel                                                            | Titelträger | Titelträger                                                | Nr. | Datum            | Tage | Ort                   | Veranstaltung                 | Anmerkung |
| ---------------------------------------------------------------- | ----------- | ---------------------------------------------------------- | --- | ---------------- | ---- | --------------------- | ----------------------------- | --- |
| AEW World Championship                                           |             | “Hangman“ Adam Page                                        | 2   | 12. Juli 2025    | 32+  | Arlington, Texas      | All In Texas 2025             | Besiegte Jon Moxley bei AEW All In Texas 2025 in einem Texas Death-Match. |
| AEW TNT Championship                                             |             | Dustin Rhodes                                              | 1   | 12. Juli 2025    | 32+  | Arlington, Texas      | All In Texas 2025             | Besiegte Daniel Garcia, Sammy Guevara und Kyle Fletcher in einem Four-Way-Match um die vakante TNT-Championship bei AEW All In Texas.                                                                                     |
| AEW International Championship vormals All-Atlantic Championship |             | Kazuchika Okada                                            | 1   | 12. Juli 2025    | 32+  | Arlington, Texas      | All In Texas 2025             | Besiegte Kenny Omega bei AEW All In Texas 2025. |
| AEW Continental Championship                                     |             | Kazuchika Okada                                            | 1   | 20. März 2024    | 511+ | Toronto, Kanada       | Dynamite                      | Besiegte Eddie Kingston im Opener von AEW Dynamite in einem Singles-Match. |
| AEW Unified Championship                                         |             | Kazuchika Okada                                            | 1   | 12. Juli 2025    | 32+  | Arlington, Texas      | All In Texas 2025             | Besiegte Kenny Omega bei AEW All In Texas 2025, um der erste Titelträger zu werden. |
| AEW Women’s World Championship                                   |             | Toni Storm                                                 | 4   | 15. Februar 2025 | 179+ | Brisbane, Australien  | AEW Grand Slam Australia      | Besiegte Mariah May bei Grand Slam Australia. |
| AEW TBS Championship                                             |             | Mercedes Moné                                              | 1   | 26. Mai 2024     | 444+ | Paradise, Nevada      | Double or Nothing             | Besiegte den vorherigen Champion Willow Nightingale bei Double or Nothing. |
| AEW World Tag Team Championship                                  |             | Hurt Syndicate (Shelton Benjamin & Bobby Lashley)          | 1   | 22. Januar 2025  | 203+ | Knoxville, Tennessee  | AEW Dynamite                  | Besiegten Private Party (Isiah Kassidy & Marq Quen) in einem Tag Team-Match. |
| AEW World Trios Championship                                     |             | The Opps (Samoa Joe, Katsuyori Shibata & Powerhouse Hobbs) | 1   | 16. April 2025   | 119+ | Boston, Massachusetts | AEW Dynamite Spring BreakThru | Besiegten die vorherigen Champions „Death Riders“ (PAC, Claudio Castagnoli und Wheeler Yuta) in einem Trios-Match bei Dynamite Spring BreakThru. Jon Moxley sprang hierbei für den verletzten Champion PAC ins Match ein. |

### Aktuelle Auszeichnungen
| Auszeichnung                        | Gewinner | Gewinner                           | Datum             | Ort                        | Veranstaltung              | Preis                                             | Anmerkung |
| ----------------------------------- | -------- | ---------------------------------- | ----------------- | -------------------------- | -------------------------- | ------------------------------------------------- | --- |
| Casino Battle Royale der Männer     |          | Kyle O’Reilly                      | 8. Juni 2022      | Independence, Missouri     | Dynamite                   | Titelmatch um die Interims-AEW World Championship | Eliminierte Wheeler Yuta als letzten verbleibenden Teilnehmer. |
| Casino Battle Royale der Frauen     |          | Ruby Soho                          | 5. September 2021 | Hoffman Estates, Illinois  | All Out                    | Titelmatch um die AEW Women’s World Championship  | Eliminierte Thunder Rosa als letzte verbleibende Teilnehmerin. |
| Casino Tag Team Royale              |          | Rey Fenix und PAC (Death Triangle) | 7. März 2021      | Jacksonville, Florida      | Revolution                 | Titelmatch um die AEW World Tag Team Championship | Rey Fenix eliminierte Jungle Boy von Jurassic Express als letzten verbleibenden Teilnehmer. |
| Casino Ladder Match                 |          | MJF                                | 4. September 2022 | Hoffman Estates, Illinois  | All Out                    | Titelmatch um die AEW World Championship          | Besiegte Claudio Castagnoli, Wheeler Yuta, Penta El Zero Miedo, Rey Fénix, Rush, Andrade El Idolo und Dante Martin. MJF gewann das Match mit einer Maske als „The Joker“ und enthüllte am Ende der Show seine Identität. |
| Face of the Revolution Ladder Match |          | Wardlow                            | 1. März 2023      | San Francisco, Kalifornien | Revolution                 | Titelmatch um die AEW TNT Championship            | Besiegte Eddie Kingston, Komander, Ortiz, Sammy Guevara, Konosuke Takeshita, Action Andretti & AR Fox. |
| Dynamite Diamond Ring               |          | MJF                                | 28. Dezember 2024 | Orlando, Florida           | AEW Worlds End 2024        | AEW Dynamite Diamantring                          | Besiegte Adam Cole bei Worlds End, um den Ring zum insgesamt fünften Mal zu gewinnen. |
| Owen Hart Cup der Männer            |          | “Hangman“ Adam Page                | 25. Mai 2025      | Glendale, Arizona          | AEW Double or Nothing 2025 | Titelmatch des Owen Hart Cup der Männer           | Besiegte Will Ospreay im Finale des Turniers, um zu gewinnen. |
| Owen Hart Cup der Frauen            |          | Mercedes Moné                      | 25. Mai 2025      | Glendale, Arizona          | AEW Double or Nothing 2025 | Titelmatch des Owen Hart Cup der Frauen           | Besiegte Jamie Hayter im Finale des Turniers, um zu gewinnen. |